# Ramón Castilla
Ramón Castilla y Marquesado (San Lorenzo de Tarapacá, 31 de agosto de 1797-Tiliviche, Perú, 30 de mayo de 1867) fue un militar, estadista y político peruano, presidente del Perú en los períodos 1845-1851 (como presidente constitucional), 1855-1862 (inicialmente como presidente provisorio y luego constitucional) y 1863 (por unos días como encargado interino). Es el segundo presidente que más años gobernó la República Peruana, solo superado por Augusto B. Leguía, siendo considerado el personaje más importante de las primeras décadas del Perú independiente.
Inició su carrera militar en el ejército realista, participando en la batalla de Chacabuco (1817). Prisionero tras la batalla, fue llevado a Buenos Aires donde obtuvo el permiso de salir del país y regresó al Perú. Reincorporado en el Ejército Real del Perú, se plegó a la causa independentista a inicios de 1822. Organizó y formó parte de la caballería de la Legión Peruana, destacando en la batalla de Ayacucho (1824). Continuó con su carrera militar y política, ocupando altos puestos públicos como la subprefectura de su natal Tarapacá (1825) y la prefectura de Puno (1834) en los gobiernos de Agustín Gamarra y Luis José de Orbegoso.
Tras el establecimiento de la Confederación Perú-Boliviana (1836), se exilió a Chile donde se unió al ejército restaurador y tuvo una destacada participación en la batalla de Yungay (1839). Durante la Restauración peruana sirvió como ministro del gobierno de Gamarra, a quien acompañó a la campaña contra Bolivia hasta que fue tomado prisionero tras la batalla de Ingavi (1841). Terminada la guerra regresó al Perú, donde se unió a la revolución constitucionalista de 1843 contra el gobierno de Manuel Ignacio de Vivanco. Triunfante al año siguiente en la batalla de Carmen Alto, restableció el gobierno interino de Manuel Menéndez.
Vencedor de las elecciones de 1845, asumió la presidencia del Perú. Su primer gobierno constitucional se destacó por la estabilidad institucional del país tras un largo periodo de anarquía, la organización del Estado peruano y la bonanza económica gracias a las rentas producidas por la riqueza guanera. Entregó el poder a su sucesor José Rufino Echenique (1851) tras cumplir su mandato, hecho inédito hasta ese momento. Sin embargo, tras el escándalo de la consolidación de la deuda interna, encabezó la revolución liberal de 1854 y decretó la anulación del tributo indígena y la abolición de la esclavitud. Finalmente, derrotó a Echenique en batalla de La Palma (1854) y asumió nuevamente el gobierno como presidente provisorio.
Su gobierno provisorio duró de enero de 1855 a octubre de 1858. Convocó a una Convención Nacional que promulgó la Constitución liberal de 1856, evento que generó una reacción conservadora encabezada por Vivanco y el estallido de la guerra civil. Tras derrotar a los rebeldes, Castilla se apartó de los liberales y convocó a las elecciones generales de 1858 en las que se presentó como candidato, obteniendo el triunfo. Inició así su segundo gobierno constitucional (1858-1862) y convocó a un Congreso Constituyente en 1860, que redactó la Constitución moderada de 1860, la carta magna con mayor tiempo de vigencia en la historia del Perú.
En su segundo mandato continuó con la modernización del Estado y la integración de su territorio, impulsando la colonización de la Amazonía peruana e inclusive entrando en guerra con Ecuador (1858). Asimismo, su gobierno coincidió con la introducción de varios adelantos tecnológicos en el Perú como el telégrafo, el alumbrado a gas y la expansión de los ferrocarriles. El boom del guano, producto que se convirtió prácticamente en el único sostén fiscal del Estado, también tuvo lugar durante esos años. Entregó el poder a su sucesor Miguel de San Román; tras su fallecimiento reasumió brevemente de forma interna el gobierno (1863).
Al año siguiente fue elegido senador por Tarapacá y presidente del Senado, desde donde se opuso a las políticas de Juan Antonio Pezet ante las tensiones con España, lo que le valió el destierro en Europa (1865). Regresó al Perú y se retiró a su natal Tarapacá (1866), desde donde se opuso al gobierno de Mariano Ignacio Prado, el cual lo desterró a Chile. Sin embargo, volvió a Tarapacá y encabezó una revolución en defensa de la Constitución de 1860 que el gobierno pretendía reemplazar por una Constitución liberal. Falleció durante su marcha por el desierto de Tiliviche (1867); la revolución que inició derrocaría a Prado meses después.
Es valorado como el primer presidente progresista e innovador de la República Peruana y se considera que con él inició verdaderamente el período republicano: trajo orden y prosperidad al Estado, eliminó el tributo indígena, abolió la esclavitud, fundó el servicio diplomático, reformó la administración pública, estableció el presupuesto, pagó la deuda externa e interna, promovió la colonización de la Amazonía, creó el Consejo de Ministros, inició la reforma educativa, modernizó el ejército y extendió la fuerza naval. Es el patrono del Arma de Caballería del Ejército del Perú.

## Descripción física y psicológica
Bajo de cuerpo, Castilla tenía una constitución de hierro y admirable resistencia física. Su continente marcial acompañado de una mirada penetrante, le daba aire de superioridad. Valiente y rápido en la acción, era excelente capitán y se conquistaba el afecto del soldado. Conocedor de los hombres intuitivamente, sabía la manera de gobernarlos. Su energía irresistible y su gran fuerza de voluntad lo elevaron sobre la multitud de caudillos de la primera etapa de nuestra vida republicana.
Carlos Wiesse

Mariscal Ramón Castilla, patriota esforzado que se consagró por entero a la grandeza de la nación, la cual él soñaba unida, próspera y fuerte. Comenzó a gobernar cuando ya había alcanzado esa madurez que dan los años y la experiencia del trato con los hombres. Castilla no era una persona imaginativa, pero vivía de realidades. Tenía un innato talento práctico y un espíritu penetrante. Era un hombre rudo y tosco, sus maneras ciertamente distaban de ser elegantes. Su amigo, el mariscal Nieto, decía que Castilla era «terco y de indomable carácter»; a veces dio muestras de magnanimidad y liberalidad, pero en la dictadura fue implacable con sus enemigos, a los que aplastó sin piedad y no sin rasgos de mezquina política, debido sobre todo a las difíciles circunstancias que tuvo que afrontar en el poder. Tenía en su haber dos cosas importantes: la una, conocer a la perfección el territorio peruano y el de las vecinas repúblicas, y la otra, haber tratado a casi todos los caudillos políticos de la época, de ahí que nadie le aventajase en la, conducción del gobierno. Durante su gobierno comenzó la era del progreso en el Perú.
Rubén Vargas Ugarte

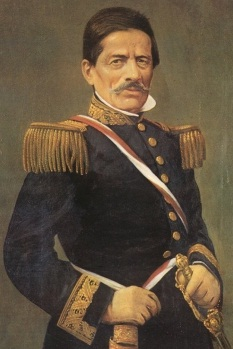
Ramón Castilla, como Presidente del Perú.

«Redentor del indio, libertador del negro, fundador de la libertad de prensa, demoledor del cadalso político», así evocó el diario El Comercio la memoria de Castilla.

## Infancia
Nació en el poblado de San Lorenzo de Tarapacá el 31 de agosto de 1797, durante el Virreinato del Perú. Fue hijo del porteño Pedro de Castilla y Manzano, y de la mestiza tarapaqueña Juana Marquesado y Romero. Su abuelo paterno, el español Pedro Pablo Castilla, fue empleado de hacienda durante la administración virreinal. Mientras que su abuelo materno, el genovés Giovanni Batistta Marchese (quien castellanizó su nombre a Juan Bautista Marquesado) fue coronel del Ejército Realista de España.
Durante su niñez, ayudó como leñador a su padre, e hizo viajes al desierto para recoger ramas secas de algarrobos. Luego quedó bajo la custodia de su hermano Leandro, trasladándose a Lima en 1810 y posteriormente a la ciudad de Concepción, en Chile.

## Carrera militar

### En el ejército realista
En 1812 se enroló, junto con su hermano Leandro, en el Ejército Real del Perú. Contaba entonces con quince años. Participó activamente en las campañas contra la patria vieja chilena. Tras la derrota de los insurrectos independentistas, recibió en Santiago el despacho de cadete efectivo en el regimiento de caballería Dragones de la Frontera (1816). A los veinte años, como oficial de escolta del brigadier Casimiro Marcó del Pont en el ejército español, sufrió la derrota de Chacabuco, el 12 de febrero de 1817, y hubo de emprender la retirada, siendo apresado en la hacienda Las Tablas, cercana a El Quisco.
Enviado al campo de detención de Las Bruscas en Buenos Aires, logró escapar junto al también prisionero realista Fernando Cacho. Pasó a Montevideo y de allí a Río de Janeiro, desde donde emprendió retornó al Perú, atravesando las selvas del Mato Grosso (Brasil) hasta Santa Cruz de la Sierra (actual Bolivia), y de allí hasta la sierra peruana, para bajar finalmente a Lima. Fue una marcha a pie que duró cinco meses, atravesando 2350 leguas, muchas veces por territorios salvajes, y que resultó de por sí una hazaña impresionante.
El virrey Joaquín de la Pezuela lo reintegró al ejército realista, recibiendo el grado de alférez. Se enroló entonces en el regimiento de Dragones de la Unión, que guarnecía la ciudad de Arequipa (1818). Su carrera militar en el ejército realista termina en Quito, durante la campaña final de la Expedición Auxiliadora de Santa Cruz a Quito, cuando aislado al frente del batallón voluntarios de Cataluña como teniente coronel capitula ante el ejército del mariscal Sucre. Sin embargo, decidió unirse al ejército libertador que combatía por la independencia del Perú, presentándose primero ante el marqués de Torre Tagle, y después ante el general José de San Martín, en febrero de 1822. Tras ser sometido a un cuidadoso interrogatorio, fue admitido a las filas patriotas.

### En el ejército independentista
Fue incorporado como alférez de caballería a un escuadrón de la Legión Peruana de la Guardia (llamada después los Húsares de Junín), que se hallaba entonces en formación. Trabajó intensamente en el reclutamiento e instrucción de voluntarios. Tras la renuncia de San Martín como Protector del Perú, se puso a las órdenes del nuevo gobierno establecido en Lima. Por sus servicios en la organización de tropas peruanas, fue ascendido a mayor y luego a teniente coronel de caballería.
Sirvió lealmente al presidente José de la Riva-Agüero, hasta que este intentó negociar con los españoles, por lo que secundó la rebelión del coronel Antonio Gutiérrez de la Fuente, que apresó al presidente el 25 de noviembre de 1823. A Castilla se le comisionó que apresara al general Ramón Herrera, jefe del ejército, que se hallaba en Santa.
Se puso luego al servicio de la dictadura de Simón Bolívar, que desde el norte peruano preparaba la campaña final de la independencia. Pero al negarse a cumplir la orden del Libertador de entregar sus fuerzas al teniente coronel venezolano José Trinidad Morán, fue arrestado en Trujillo y conducido con grilletes en las manos hasta el cuartel general de Caraz. Se le liberó con la condición de que se presentara ante el jefe de la división peruana, José de La Mar, para que este lo destinara como tuviera conveniente. La Mar lo incorporó como ayudante del estado mayor del ejército unido libertador.

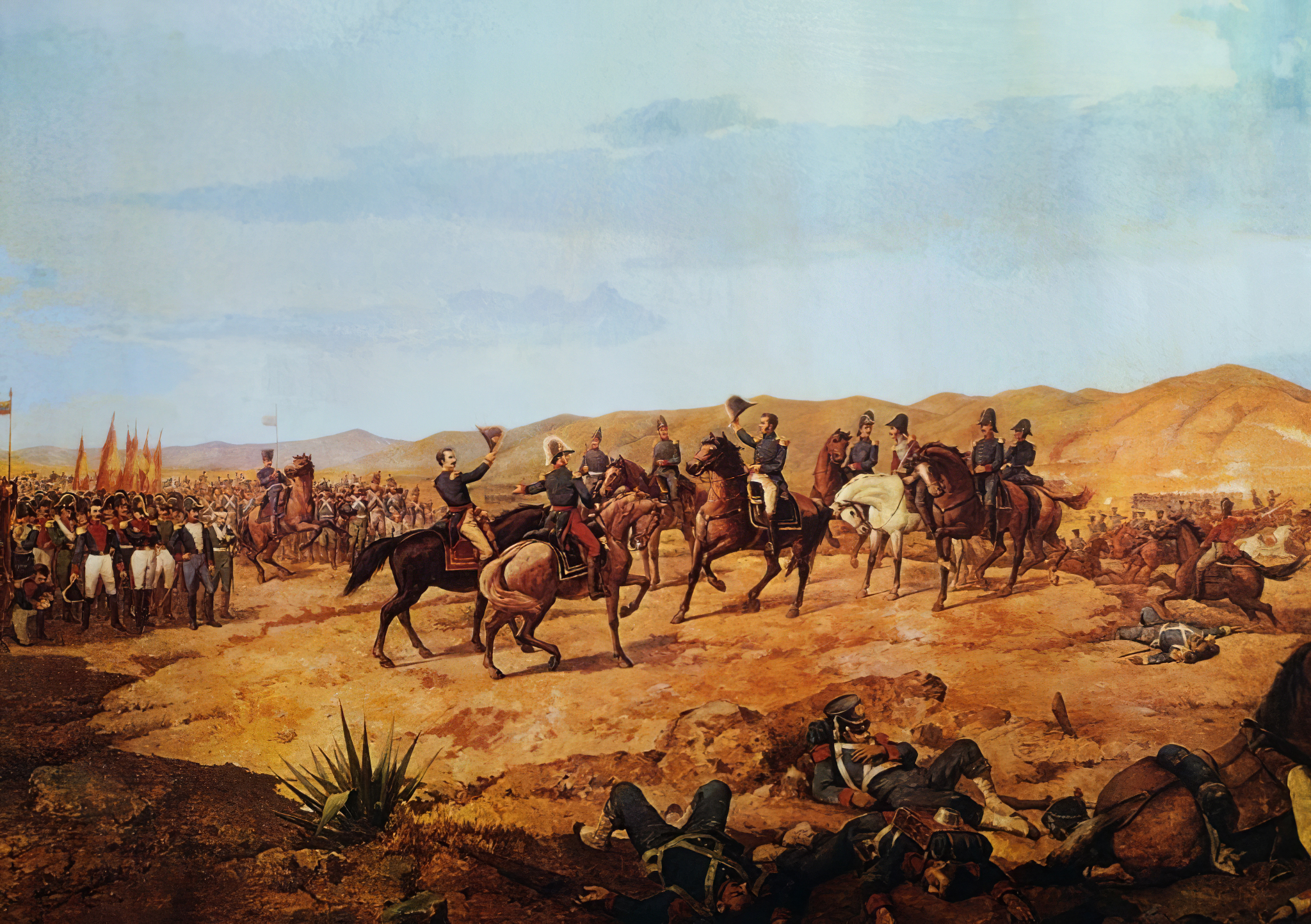
La batalla de Ayacucho, donde Castilla tuvo una destacada actuación, al punto de ser mencionado elogiosamente por Antonio José de Sucre en el parte respectivo.

No participó en la batalla de Junín, por pertenecer al estado mayor, pero tuvo la satisfacción de que esa acción fuera decidida por la caballería peruana, en cuya formación había intervenido. Continuó a lo largo de la campaña que culminó en la batalla de Ayacucho, donde fue el primer combatiente que ingresó en el campo realista, sufriendo heridas de bala y lanza al transmitir las órdenes del comando. Antonio José de Sucre lo mencionó elogiosamente en el parte respectivo, juzgándolo «muy digno de una distinción singular». Por su notable actuación recibió su ascenso a teniente coronel efectivo. En el hospital de sangre donde fue atendido, tuvo la ocasión de reencontrarse con su hermano Leandro, quien se había mantenido leal a la causa del rey, y que como él también había sido herido.
En 1825 pidió licencia para visitar a su familia en su provincia natal, y a su paso por Arequipa, el prefecto Antonio Gutiérrez de la Fuente lo nombró subprefecto de la provincia de Tarapacá. En tal función, se preocupó por incentivar la explotación minera. En Arequipa conoció a la joven Francisca Diez Canseco, hija de Manuel Diez Canseco Nieto y Mercedes Sánchez, con quien se casó en 1835.

### En las guerras y revoluciones republicanas
Como subprefecto de Tarapacá se opuso a la Constitución Vitalicia de Bolívar y al proyecto político de crear la Federación de los Andes. Al frustrarse la reunión del Congreso, se decidió que dicha Constitución se aprobaría a través de los Colegios Electorales. Todos la aprobaron, menos el de Tarapacá, presumiblemente por la oposición de Castilla (1826).
Finalizada ya la influencia bolivariana y establecido el gobierno de José de La Mar, ante el inminente conflicto con la Gran Colombia fue trasladado a Arequipa, con la misión de organizar la reserva; allí sorprendió una conspiración tramada por los partidarios del presidente de Bolivia Andrés de Santa Cruz para segregar los departamentos del sur, en agosto de 1829, y actuó como fiscal en la causa seguida contra ellos.
Ascendido a coronel, pasó a Lima en 1830. El presidente Agustín Gamarra lo nombró su edecán y en su compañía partió hacia Cuzco para combatir a la revolución federalista iniciada por el coronel Gregorio Escobedo, que fue sofocada el mismo día por los mismos cuzqueños. No obstante, Castilla continuó hasta la frontera con Bolivia y asumió la jefatura de Estado Mayor en la división de reserva que guarnecía la región. Hubo entonces una seria amenaza de conflicto bélico con Bolivia, pero por el momento se resolvió de manera pacífica (1831).
De vuelta a Lima, Castilla censuró la política seguida por el presidente Gamarra y fue involucrado en la conspiración del diputado Iguaín. Apresado el 1 de enero de 1832, fue recluido primero en la Fortaleza del Real Felipe y luego en un pontón anclado en el Callao. Se cuenta que involuntariamente delató al capitán Felipe Rossel, oficial de confianza del presidente, que acabó siendo fusilado. Estando preso, Castilla enfermó y fue trasladado al hospital de Santa Ana, de donde fugó, embarcándose para Chile en mayo de 1833. El juicio que se le seguía fue suspendido, y tiempo después resultó absuelto.
En noviembre de 1833, reapareció en Tarapacá, donde respaldó la proclamación del general Luis José de Orbegoso como presidente provisorio. Pasó a Arequipa y, al estallar la rebelión del general Pedro Bermúdez, se mantuvo leal al gobierno y participó en la campaña contra los rebeldes del sur, quienes fueron derrotados en la batalla de Cangallo (6 de abril de 1834). Restablecida la paz interna tras el abrazo de Maquinhuayo, fue ascendido a General de Brigada.

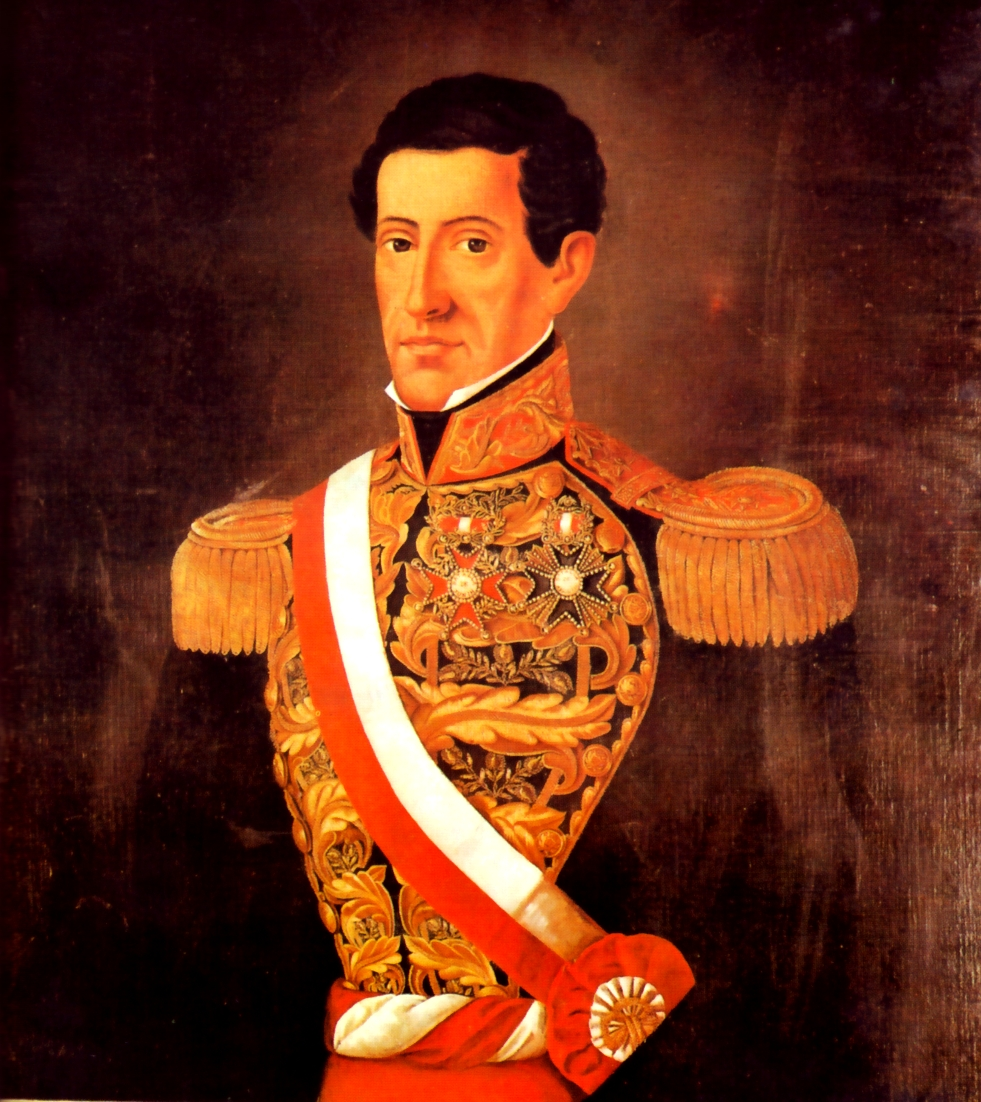
El presidente Agustín Gamarra, a quien Castilla sirvió hasta su muerte en la batalla de Ingavi.

Fue nombrado prefecto y comandante general del departamento de Puno el 20 de junio de 1834, pero renunció el 24 de marzo del año siguiente, al extenderse la rebelión iniciada por el general Felipe Salaverry en el Callao. Se trasladó a Arequipa, donde se hallaba Orbegoso, ante quien renovó su lealtad. Fue nombrado secretario general del gobierno, así como jefe de Estado Mayor. Pero cuando Orbegoso pactó el 15 de junio de 1835 la intervención boliviana para restaurar su autoridad en todo el país, Castilla, inflexible en su nacionalismo, se apartó de él. Hay que señalar, sin embargo, que Castilla, como la mayoría de los patriotas peruanos, era partidario de la unión con Bolivia, pero con la condición de que fuera con la hegemonía peruana. De modo que cuando el presidente boliviano Andrés de Santa Cruz invadió el Perú, Castilla se inclinó al bando peruanista (que encabezaban Salaverry y Gamarra), aunque siempre se mostró reacio a servir a los gobiernos de facto.
Orbegoso, al verlo convertido en un crítico feroz de sus decisiones, lo relevó del mando y ordenó su destierro a Tarapacá; pero en el trayecto enfermó y permaneció en Tacna. Santa Cruz, recelando de sus intenciones, ordenó su apresamiento, pero Castilla logró escapar, embarcándose en Arica con rumbo al Callao. Rechazó la invitación que le hizo Salaverry de reincorporarse al ejército, al constatar que dicho caudillo no quería comprometerse a favorecer una restauración constitucional. Optó finalmente por ir a Chile, en febrero de 1836, el mismo camino que siguieron otros peruanos tras el triunfo de Santa Cruz sobre Salaverry.
En Chile, Castilla conformó el grupo de emigrados peruanos que se oponían al proyecto de la Confederación Perú-Boliviana y que esperaban retornar con el apoyo de una fuerza expedicionaria chilena, que el omnipotente ministro chileno Diego Portales alistaba meticulosamente. Pero un grupo de oficiales chilenos se opuso a esa expedición y se sublevó en Quillota el 3 de junio de 1837, apresando a Portales. A las fuerzas chilenas enviadas a debelar la sublevación se sumó Castilla al mando de los Coraceros de Junín, cuerpo integrado por 150 voluntarios peruanos. Los amotinados fueron derrotados en el combate del Cerro Barón, pero Portales resultó asesinado; no obstante, los planes de guerra del gobierno chileno siguieron su curso.
Desde Chile se organizaron contra la Confederación las llamadas Expediciones Restauradoras, conformadas por ejércitos aliados chilenos y peruanos (Ejército Unido Restaurador), a las que se unió Castilla. En la primera expedición, Castilla fue jefe de la Legión Peruana y prefecto de Arequipa. Tuvo serias diferencias con Manuel Ignacio de Vivanco, el jefe de los expedicionarios peruanos. Esta expedición fracasó en Arequipa, y Castilla, junto con el resto de restauradores, volvió a Chile.
Volvió al Perú con la segunda expedición restauradora, comandada esta vez por el general chileno Manuel Bulnes y el peruano Agustín Gamarra. Esta expedición logró finalmente su objetivo. Castilla peleó en el combate de Portada de Guías del 27 de agosto de 1838, y en la definitiva batalla de Yungay del 20 de enero de 1839, donde su energía y su visión táctica evitaron la retirada de los restauradores y decidieron el triunfo de estos. A propósito, se dice que cuando el general Bulnes ordenó la retirada con estas palabras: «Nos han sobado, retirémonos a San Miguel donde podremos proseguir el ataque», Castilla, que comandaba la caballería, le respondió: «No hemos venido a correr», y tomando unos batallones los condujo a la boca de la quebrada de Áncash y fue así como decidió el triunfo de los restauradores. Por su brillante actuación se hizo merecedor a su ascenso a General de División.
Al instalarse en 1838 el gobierno provisional de Gamarra, Castilla fue nombrado ministro de guerra, siendo sus colegas Benito Laso (Gobierno y Relaciones Exteriores); y Manuel Bartolomé Ferreyros (Hacienda).
En el segundo gobierno constitucional de Gamarra fue ministro de Guerra, de 1839 a 1840, y de Hacienda, hasta 1841, y como tal contribuyó a pacificar el país y a restablecer el orden administrativo.
Fue enviado a sofocar la revolución regeneracionista iniciada en Arequipa por el coronel Manuel Ignacio de Vivanco, a quien derrotó en Cuevillas el 6 de abril de 1841; este fue el inicio de una de las más enconadas rivalidades republicanas: Castilla versus Vivanco.
De esta época se cuenta también un incidente que tuvo con el cónsul francés Armand Saillard, a quien retó a duelo, lo que no se llegó a concretar. Episodio que es narrado en una tradición de Ricardo Palma, pero de manera distorsionada.
Castilla se mostró contrario a la alianza de Gamarra con el boliviano José Ballivián, entonces desterrado en Perú. Como jefe de Estado Mayor, acompañó a Gamarra en la campaña de Bolivia. Ballivián, olvidando su alianza con Gamarra, se puso a la cabeza de la resistencia boliviana y derrotó a los peruanos en la batalla de Ingavi, el 18 de noviembre de 1841, la misma en la que falleció Gamarra.
Castilla fue tomado prisionero en el campo de batalla y conducido a pie hasta Oruro, de donde fue trasladado a Cochabamba y luego a Santa Cruz de la Sierra. En varias ocasiones tuvo incidentes con sus custodios, motivo por el cual sufrió crueles maltratos. Firmada la paz con Bolivia, retornó al Perú, arribando a Tacna el 5 de septiembre de 1842.

## La revolución constitucionalista de 1843-1844
Por entonces el Perú se debatía en una anarquía militar y Castilla se propuso acabar con las guerras de facciones y restablecer el imperio de la Constitución de 1839, contando con la alianza de los generales Domingo Nieto y Manuel de Mendiburu. La meta de esta autodenominada Revolución Constitucionalista, iniciada en Tacna el 17 de mayo de 1843, era acabar con el gobierno de facto del Directorio encabezado por Vivanco y restablecer a la autoridad legítima, es decir, a Manuel Menéndez, el sucesor de Gamarra en 1841, en su calidad de presidente del Consejo de Estado (cargo equivalente a vicepresidente).
Las primeras victorias sobre las fuerzas vivanquistas se obtuvieron en Pachía, cerca de Tacna, el 29 de agosto de 1843 y en San Antonio, cerca de Moquegua, el 28 de octubre. Con los generales Domingo Nieto, José Félix Iguaín, y otros, Castilla integró el 3 de septiembre de ese año una Junta de Gobierno Provisorio en el Cuzco, cuya presidencia asumió tras el misterioso fallecimiento de Nieto, pues no es seguro si murió por enfermedad o envenenado, el 17 de febrero de 1844.
Un episodio de esta guerra fue la llamada Semana Magna, en la que el prefecto de Lima Domingo Elías, hasta entonces leal a Vivanco, se alzó contra el Directorio y organizó la defensa de la capital ante la amenaza de las fuerzas vivanquistas comandadas por José Rufino Echenique. Pero este ataque no se produjo porque Felipe Pardo y Aliaga advirtió a Echenique que Vivanco y Castilla se preparaban para un encuentro definitivo cerca de Arequipa.
En efecto, los constitucionalistas de Castilla vencieron a las fuerzas directoriales de Vivanco en la batalla de Carmen Alto, el 22 de julio de 1844. Tras un corto interinato de Justo Figuerola, el 7 de octubre del mismo año fue restablecido en el mando Manuel Menéndez, con la misión de hacer el traspaso constitucional del poder.

## Elecciones de 1845
La tarea más importante del gobierno de Menéndez fue la realización de las elecciones para presidente de la República, senadores y diputados (por entonces las elecciones eran indirectas, por medio de colegios electorales). Manifiestamente, el candidato a la presidencia que contaba con el favor popular era Ramón Castilla. Domingo Elías presentó también su candidatura, en representación de los civiles. Pero los militares tenían entonces mucho más poder y llegada en la población. De modo que Castilla obtuvo un triunfo categórico. El Congreso se instaló el 16 de abril de 1845, bajo la presidencia de Manuel Cuadros Loayza, y luego de revisar las actas de los colegios electorales, proclamó como vencedor a Castilla (19 de abril de 1845).

## Primera Presidencia Constitucional (1845-1851)

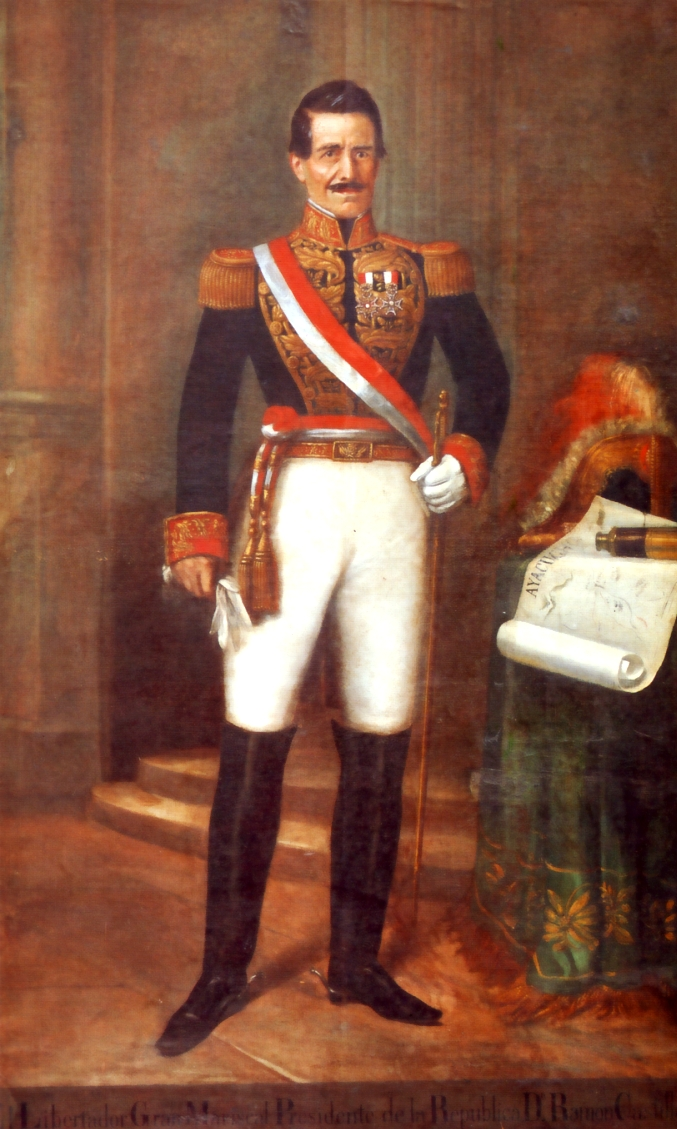
Retrato de Ramón Castilla.

Castilla juramentó el cargo de Presidente Constitucional el 20 de abril de 1845, ante el Congreso de la República, para un mandato de seis años, de acuerdo con la Constitución de 1839. Gobernó hasta 1851, siendo el primer presidente peruano que completó su mandato.
Su gobierno fue moderado y progresista. Realizó una política de concordia, derogando los decretos de expatriación expedidos contra los vencidos de la Confederación. Incluso, en 1847 les restituyó sus derechos, habiendo omitido, desde el principio también perseguir a los partidarios del régimen de Vivanco; empleó, fuera de esto, en los puestos de la administración a hombres competentes.
Este primer gobierno de Castilla significó para el Perú lo siguiente:
- Estabilidad institucional.
- Ordenamiento de la economía nacional por el régimen de los presupuestos.
- Prestigio económico en el exterior debido a la cancelación de la deuda externa.
- Posición internacional relevante en el continente.
- Progreso intelectual y material.
- Iniciación del desarrollo de la Amazonía.

### Orden interno
Con este gobierno se inició la etapa que el historiador Jorge Basadre ha denominado del «Apogeo Republicano», etapa de la historia republicana que culminaría con el combate del 2 de mayo de 1866, en el Callao.
Castilla hizo un gobierno basado en el libre juego de las instituciones públicas, y sustentado sobre su recia personalidad de gran caudillo. Su gobierno fue de orden sin llegar a la arbitrariedad. Respetó la libertad de prensa, dentro de los marcos permitidos por la ley, impidiendo sus desbordes. Fue además un gobierno de unión nacional. Castilla llamó a sus rivales políticos para que colaboraran con su gobierno. Se sumaron así vivanquistas como Felipe Pardo y Aliaga, José Gregorio Paz Soldán y José Rufino Echenique. De todos modos se produjeron conspiraciones que fueron severamente debeladas. Cuando en agosto de 1848 se sublevó el general José Félix Iguaín, este fue vencido y reducido a prisión; y cuando en febrero de 1849, se planeó una nueva sublevación encabezada por los generales Juan Crisóstomo Torrico y Miguel de San Román, estos fueron tomados presos y deportados.

### Aspecto económico
En el campo económico, Castilla abordó tres puntos fundamentales: la reorganización de la hacienda pública por el régimen de los presupuestos; el sistema de las consignaciones para la venta del guano; y el pago de las deudas interna y externa.

#### Establecimiento del Presupuesto Nacional
El Presupuesto es el cálculo que anticipadamente hace un gobierno de los ingresos que va a tener en un año determinado; sobre ese cálculo se determinan los egresos o gastos. En las sucesivas Constituciones se había estipulado que los gobiernos contaran con presupuesto, pero por la continua inestabilidad política no se pudo cumplir tal exigencia. Sin embargo, Emilio Romero, en su Historia Económica del Perú, afirma que el primer esbozo de presupuesto se hizo en 1827, aunque no llegó a ser aprobado por el Congreso. Esta situación fue definitivamente cambiada por Castilla, quien el 21 de octubre de 1845 y por intermedio de su ministro de Hacienda Manuel del Río presentó a la Cámara de Diputados el presupuesto correspondiente al bienio 1846-47. Aunque no llegó a ser aprobado por el Congreso, el gobierno lo puso en práctica, por lo que se le considera el primer presupuesto de la República. Era de 5 961 639 de pesos como egresos y 4 191 800 como ingresos anuales. El primer presupuesto que contó con la aprobación del Congreso fue el del bienio 1848-49, promulgado en marzo de 1848. En este presupuesto figuraba la cantidad de 5 322 423 como ingresos anuales y de 5 315 310 como egresos anuales. El pliego de ingresos estaba constituido mayoritariamente por las rentas aduaneras y la contribución de indígenas. A partir de entonces, este importante instrumento financiero del Estado estuvo presente en las discusiones parlamentarias.

#### El guano y las consignaciones

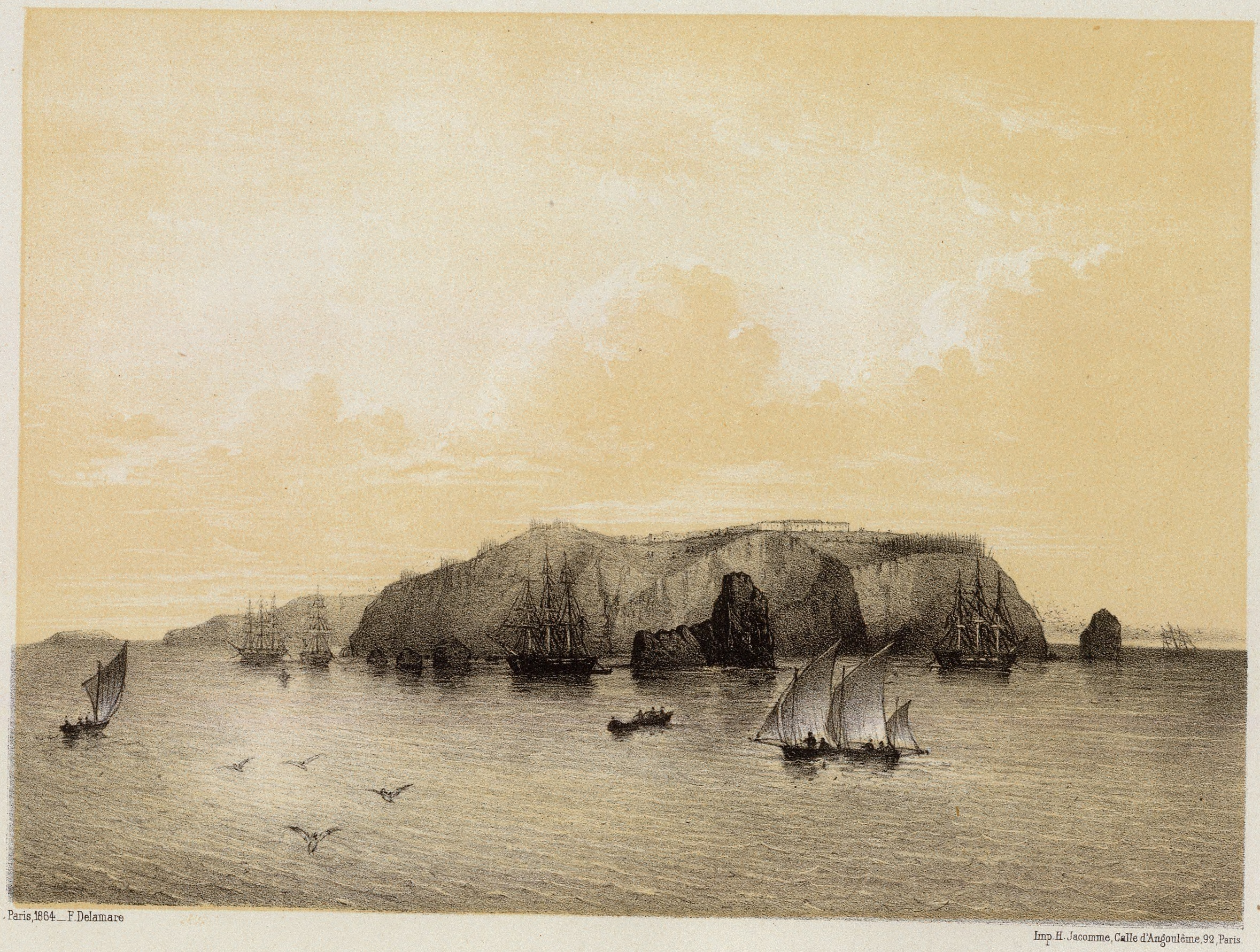
Las islas Chincha, donde se extraían las mayores cantidades de fertilizante o guano durante la era del guano.

A partir de la década de 1840, el Perú se vio en posesión de una inesperada riqueza: el guano de las islas y litorales, producto de las deposiciones de millones de aves marinas. Conocidas sus propiedades fertilizantes desde la época prehispánica, estas fueron redescubiertas a principios de la República y a partir de 1841 se empezó a vender en grandes cantidades a Europa, cuyos gastados campos de cultivo lo necesitaban urgentemente. Al principio, el Estado entregó estos yacimientos en arriendo a particulares, quienes obtuvieron grandes ganancias. Visto lo rentable del negocio, el Estado anuló esos contratos de arrendamiento e implantó el sistema llamado de las Consignaciones (1849). Por este sistema, el Estado mantenía la propiedad del guano hasta su venta final, pero encargaba a una determinada firma (el consignatario) la extracción, transporte y venta del guano. El consignatario debía lograr el mejor precio posible para el producto; luego descontaba del precio final de venta todos los gastos realizados y una comisión, y entregaba la diferencia al Estado. Esta diferencia equivalía casi a las dos terceras partes o un 60% de la ganancia líquida. La firma consignataria que durante muchos años ejerció el monopolio en este negocio fue la Casa Gibbs, inglesa. Había también consignatarios nacionales.
El Estado recibió así sumas cuantiosas, con los que quedó holgada la caja fiscal, empleándose preferentemente para la defensa nacional y para pagar las deudas externa e interna. Fue una época de bonanza económica para el Estado, que se prolongó hasta 1870 y fue conocida como la Era del Guano. No obstante, desde el principio se señalaron algunos vicios y defectos en este sistema de venta del guano. El Estado, que andaba siempre urgido de dinero, solía pedir adelantos a los consignatarios sobre el dinero a cobrar, y estos se lo daban con intereses de 4 a 6 %, usufructuando así a costa del Estado.

#### El pago de las deudas externa e interna

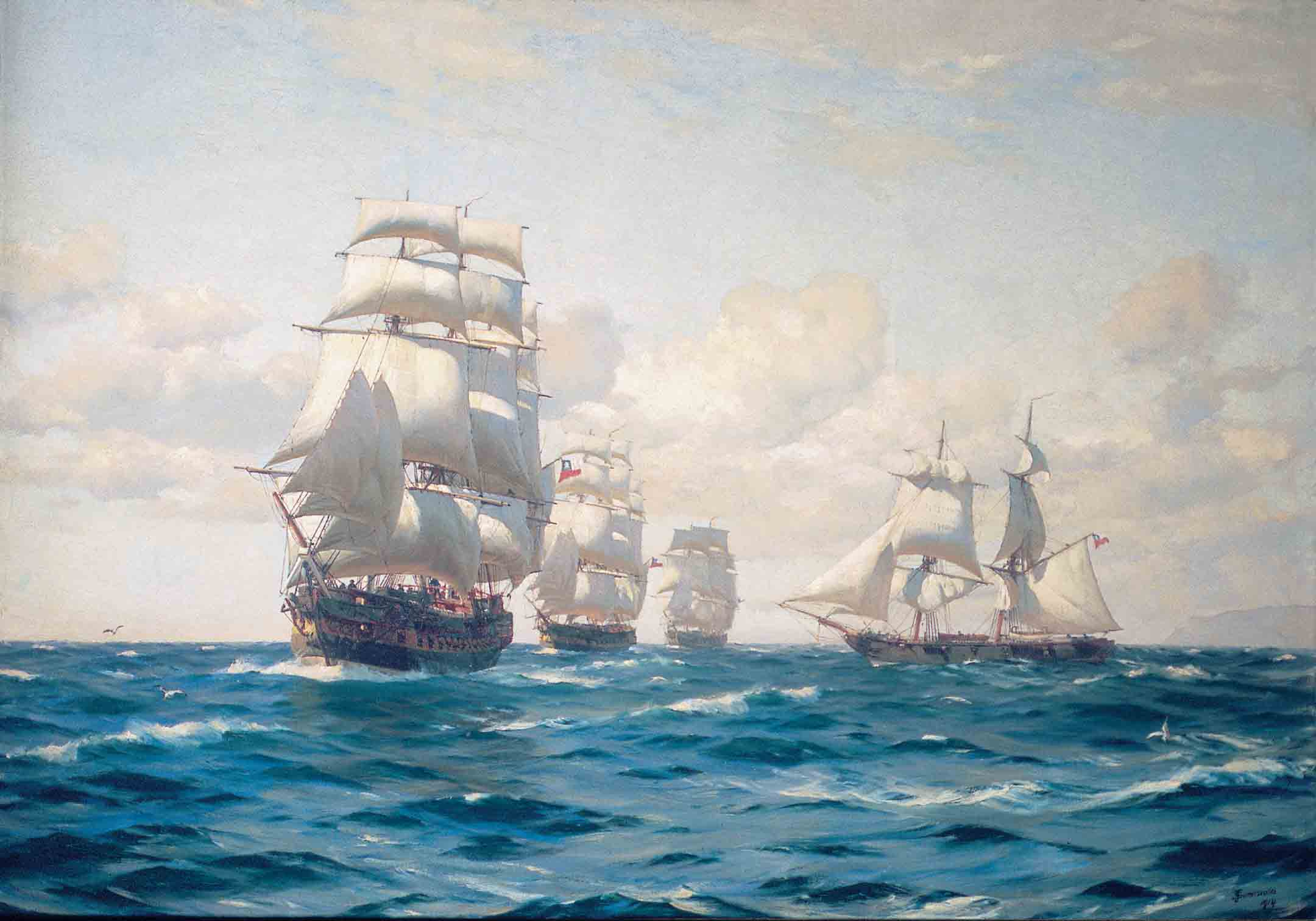
El costo de la Expedición Libertadora de San Martín de 1820 y de las expediciones restauradoras de 1838 y 1839, se convirtió en una crecida deuda que el Perú saldó al gobierno de Chile entre 1848 y 1856. En la imagen: Escuadra Libertadora, por Thomas Somerscales.

Cuando Castilla llegó al poder, el Perú tenía una cuantiosa deuda interna e externa que resolvió pagar con las rentas del guano. La deuda interna la tenía con particulares que habían aportado, en especie o en dinero, a favor de la guerra de la Independencia y durante las guerras y revoluciones subsiguientes. La deuda externa la había contraído de varios países: Inglaterra y Gran Colombia, contraída durante la lucha independentista; con Chile, por los gastos del ejército libertador sanmartiniano y de los ejércitos restauradores; con España, según lo estipulado en la Capitulación de Ayacucho; también con Francia y Estados Unidos.
Por leyes dadas en 1847, 1848 y 1850, Castilla ordenó el pago de la deuda interna, pago al cual se conoce con el nombre de «consolidación de la deuda interna», lo que originaría un tremendo escándalo de corrupción en el siguiente gobierno de Echenique. 
Por una ley de 1848, se ordenó el pago de la deuda externa a todos los países, con excepción de España, a la que se le puso la condición de que primero reconociera la independencia del Perú. Se renegoció la deuda con Inglaterra, originalmente de 3 736 400 libras esterlinas pero que se había elevado excesivamente por los intereses no pagados desde 1823; hubo como trasfondo un favorecimiento a la Casa Gibbs (inglesa) en la venta del guano, por lo que se habló del inicio de una «orgía financiera» en el Perú. Con Chile se acordó como toda y única deuda el monto de 4 millones de pesos, los que se fueron pagando hasta 1856, con los intereses correspondientes. Con Estados Unidos se reconoció una deuda de 300 mil pesos por daños y perjuicios inferidos a sus propiedades, la que se canceló definitivamente en 1853. Con respecto a la antigua Gran Colombia, cuyos herederos eran las repúblicas de Venezuela, Nueva Granada y Ecuador, no se llegó a un acuerdo, correpondiéndole al siguiente gobierno resolver el asunto.
Este pago masivo de la deuda externa fue una buena medida, pues así se cimentaba la confianza internacional en el país.

### La defensa nacional

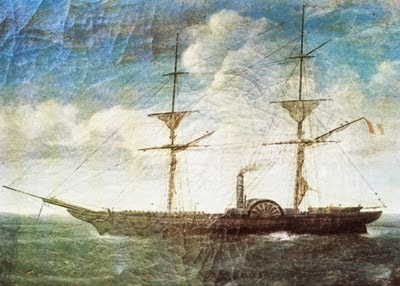
El barco de guerra a vapor Rímac, el primero de su tipo en el Perú y Sudamérica.

Castilla, como buen militar, puso mucha dedicación a la defensa nacional, teniendo en cuenta que el Perú limitaba con cuatro países, siempre dispuestos a agredir. Su estancia prolongada en Chile en tiempos de Portales, lo hizo ver claramente el peligro que significaba para el Perú estar desarmado. Por ello hizo las siguientes obras:
- Se esforzó en dar al ejército la capacidad técnica necesaria y lo dotó de armamento moderno. Se trajeron fusiles de percusión, que reemplazaron a los antiguos fusiles de chispa; y los viejos cañones fueron reemplazados con modernos obuses de mayor calibre.[54]
- Se reabrió la Escuela Central de Marina, para la formación de jefes y oficiales de la armada, con sede en Bellavista.[55]
- Dotó al país de una escuadra eficiente, adquiriendo la fragata Mercedes y los bergantines Guise  y Gamarra. Adquirió además el primer barco de guerra a vapor que llegó a Sudamérica: la goleta mixta Rímac (julio de 1847). Después adquirió otro buque a vapor, la fragata Amazonas, que llegó durante el gobierno siguiente. Se dice que la política naval de Castilla se resumía en esta frase: «Si Chile construye un barco, el Perú debe construir dos». El Perú se convirtió en la primera potencia naval de Sudamérica.[56][57]
- Construyó el apostadero naval de Paita.[58]
- Fundó la Factoría Naval de Bellavista, para atender al mantenimiento y reparación de las unidades navales. Contaba también con una maestranza de armería para la reparación del armamento, y una fundición de cobre y hierro para fabricar cañones. Llegó a ser la mejor de Sudamérica y sería destruida por los chilenos en 1881.[59]
- En lo que respecta a la seguridad interna, se consolidó el servicio de policía, tanto de a pie como montada.[60]

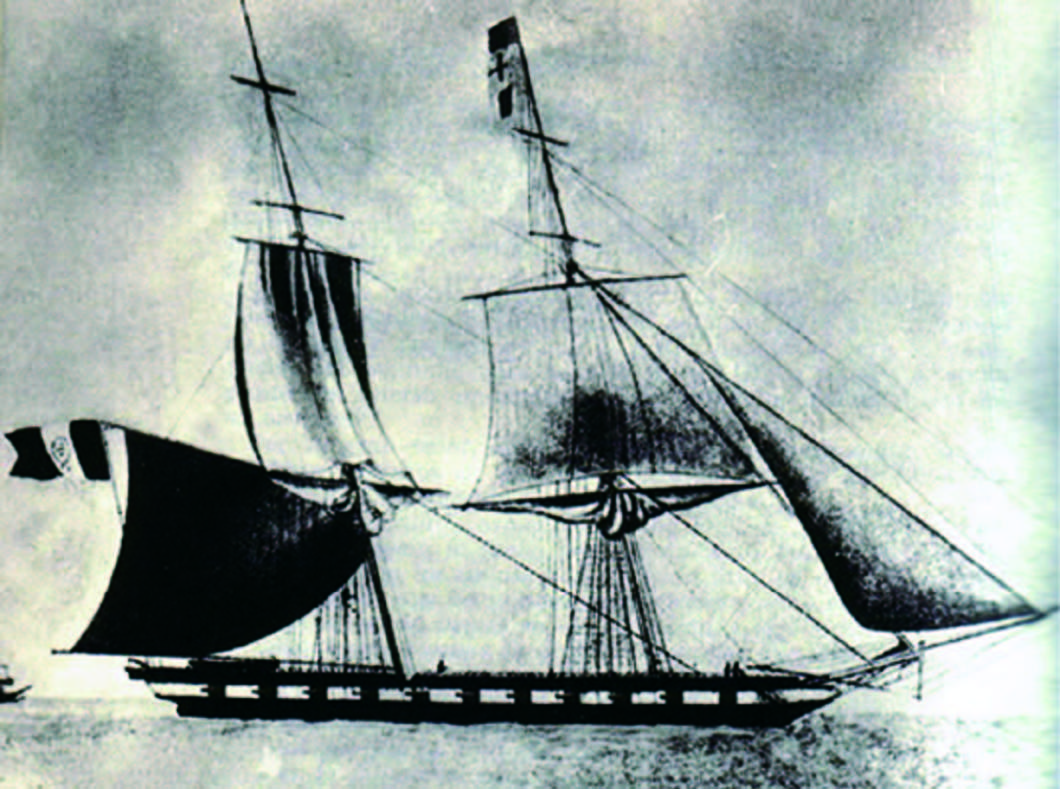
El Bergantín Gamarra, protegió a los peruanos de la costa de California durante la fiebre del oro.

Como prueba del poderío naval que entonces tenía el Perú, sucedió un hecho significativo: unos ciudadanos peruanos que enviaban buques mercantes a California, en plena fiebre del oro, pidieron protección a Castilla. El presidente atendió el pedido y envió al bergantín Gamarra, que permaneció diez meses en la bahía de San Francisco.

### Incidentes internacionales
- Antes de iniciarse el gobierno de Castilla, en plena guerra civil, ocurrieron incidentes con navíos ingleses, en los puertos de Islay y Arica. En este último, los ingleses incluso abrieron fuego sobre la población, en represalia por la negativa de sus autoridades de permitirles el desembarco para que hicieran su aguada (1 de septiembre de 1844). Ya en el poder, Castilla se vio obligado a firmar con el representante británico un protocolo que obligaba al Perú a reparar la supuesta ofensa cometida hacia los británicos, que contemplaba la destitución de las autoridades peruanas que tenían a su cargo Arica, entre ellas el prefecto de Moquegua, general José Félix Iguaín (30 de mayo de 1845). Ese protocolo fue una humillación para el Perú cuando apenas se iniciaba el gobierno de Castilla, que después se caracterizó por su decidido americanismo, sin duda escarmentado por este episodio.[62]
- El 17 de abril de 1846 se dio un decreto supremo conocido como «Declaración sobre reclamaciones diplomáticas», en el que se determinaba en qué casos el gobierno peruano debía admitir o rechazar reclamaciones diplomáticas de otros países. Ello fue una reacción al incidente con los ingleses. Hasta entonces, los consulados intercedían directamente ante el gobierno para reclamar a nombre de sus connacionales que sufrían de abusos o despojos. Exigían y lograban las más de las veces indemnizaciones o reparaciones. En adelante, los afectados debían recurrir directamente a los tribunales o jueces locales. Esto, como era de esperarse, provocó la protesta del cuerpo diplomático.[63]
- Cuando en 1850 el gobierno de Nueva Granada (Colombia) quiso acreditar al general José María Obando como ministro plenipotenciario en Lima, el gobierno de Castilla se negó a recibir sus credenciales, produciéndose así un incidente diplomático con dicho país.[64] Se dice que el motivo de ese rechazo era la acusación que pesaba sobre Obando de ser el asesino del mariscal Antonio José de Sucre, suceso ocurrido en 1830.[65]

### Política internacional americanista

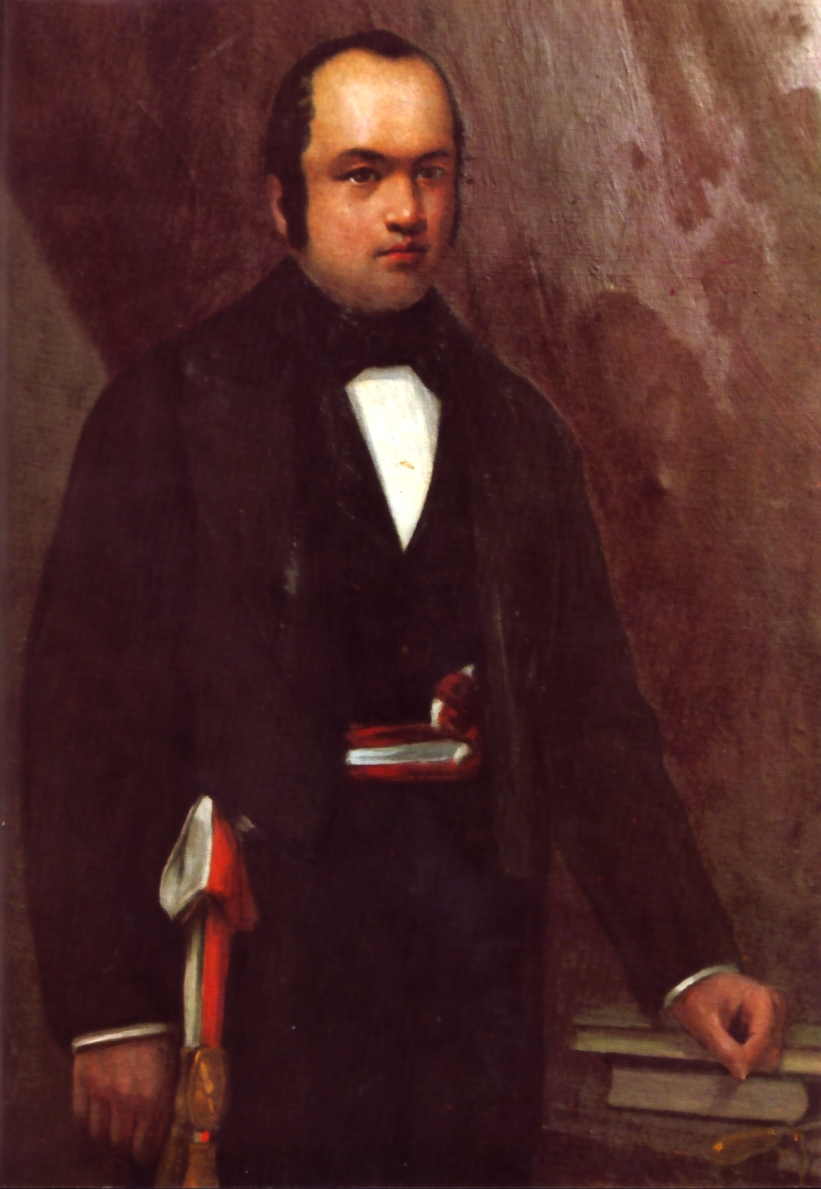
José Gregorio Paz Soldán (1808-1862), jurista e internacionalista peruano. Canciller de la República, bajo el primer gobierno de Ramón Castilla.

La política internacional de Castilla estuvo orientada a darle al Perú la prestancia que debía de tener entre los países de América y del mundo. Comprendió principalmente los siguientes puntos:
- Se dio el decreto del 31 de julio de 1846 sobre la organización del cuerpo diplomático y consular, así como otro decreto complementario sobre adjuntos a las legaciones. Fue la base de la legislación peruana sobre la materia y sirvió de modelo al resto de países americanos. Se establecieron legaciones (embajadas) en Estados Unidos, Inglaterra, Chile, Bolivia y Ecuador. Se abrieron consulados en París y Bruselas. Debido a ello, se considera a Castilla como el fundador de la diplomacia peruana.[66]
- Castilla denunció enérgicamente los preparativos de la llamada Expedición Floreana, que en 1846 preparó en España el general del ejército ecuatoriano Juan José Flores, con el objeto de establecer en Sudamérica una monarquía para un príncipe borbón español. Flores llegó a adquirir dos vapores y un transporte, así como a reclutar a 1500 personas para su expedición, pero esta acabó por desmantelarse debido sobre todo a la enérgica actitud peruana.[67][68]
- En 1847, el canciller del Perú José Gregorio Paz Soldán convocó el primer Congreso Americano, que se reunió en Lima entre ese año y el siguiente. Acudieron los representantes de Bolivia, Chile, Ecuador y Nueva Granada (Colombia), además del anfitrión, Perú. El Congreso fue presidido por el peruano Manuel Bartolomé Ferreyros. Su propósito era «fijar las bases de la futura tranquilidad y seguridad de los pueblos de Sudamérica». El continente se hallaba entonces conmocionado por la reciente amenaza de la Expedición Floreana y la intervención francoinglesa en Río de la Plata. En dicha reunión se dejó sentado el principio que cualquier ataque extranjero contra un país americano debía de considerarse como un ataque a todos, y, por lo tanto, todos debían sumarse a la defensa. La política internacional del Perú estuvo pues orientada hacia un sincero y noble ideal americanista.[69]
- Se normalizaron las relaciones con Bolivia, afectadas desde la guerra de 1841. Si bien se había firmado un tratado de paz en 1842, existían todavía varios litigios con dicho país, sobre todo de tipo comercial; uno de ellos era la invasión de la moneda feble (de baja ley) boliviana en el sur peruano. Los representantes de ambos países firmaron el Tratado de Arequipa (3 de noviembre de 1847), por el que se dio libertad a Bolivia para que comerciara por el puerto de Arica. Bolivia, por su parte, se comprometía a no poner en circulación su moneda en el sur peruano.[70][71]

### Aspecto educativo

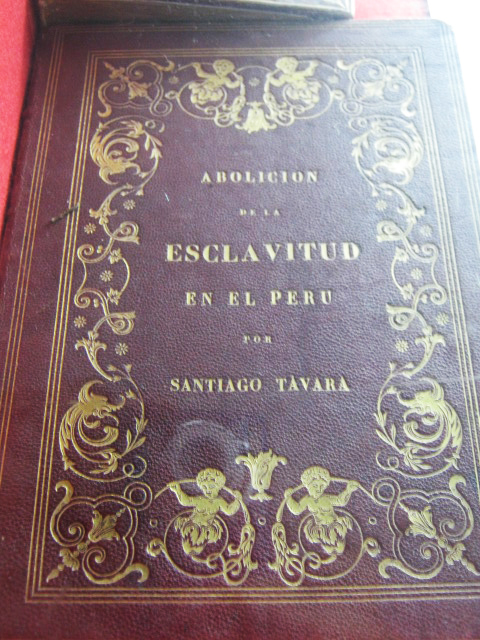
Libro de Esclavitud en el Perú sobre la libertad de los esclavos.

Castilla, asesorado por expertos en el tema, abordó el problema educacional que desde la fundación de la República se encontraba abandonado. El 14 de junio de 1850 dio el primer Reglamento de Instrucción Pública, por el cual el Estado asumía la dirección y la administración de la educación en el país. Empezó también a separar los tres grados de educación que se daban en las escuelas, los colegios y las Universidades, aunque mantuvo la existencia de los Colegios Mayores, uno de los cuales pasó a ser el Colegio Guadalupe, lo que mantuvo la confusión existente desde la época colonial entre enseñanza media y superior.
Fue en este periodo que tuvo un importante desarrollo la educación superior en los colegios de San Carlos y Guadalupe, así como en el Colegio de la Independencia (luego Facultad de Medicina de la Universidad de San Marcos) que bajo la dirección del doctor Cayetano Heredia inició la reforma de los estudios médicos en el Perú. También se destacó el Seminario de Santo Toribio.
Castilla emprendió también la reorganización y restablecimiento de los colegios nacionales (educación media o secundaria) en toda la República, pues estos se habían visto seriamente afectados, en sus rentas y personal, por las guerras civiles e internacionales. Se fundaron los siguientes planteles: el Colegio de Educandas de Trujillo, el Colegio de San Francisco de Arequipa, el Colegio San Ramón de Ayacucho, el Colegio de Santa Rosa de Puno, el Colegio de la Victoria de Tacna y la Escuela Central de Minería de Huánuco.

### Aspecto intelectual
Al amparo de la libertad individual, el orden interno y el progreso material, adquirieron gran impulso las luchas ideológicas. Esta se dio entre los conservadores, liderados por el sacerdote Bartolomé Herrera, y los liberales, representados por Benito Laso, Francisco de Paula González Vigil y los hermanos Pedro y José Gálvez (este último, futuro héroe del Dos de Mayo).
Herrera era rector del Convictorio de San Carlos, al que convirtió en el bastión de los conservadores, mientras que el Colegio Guadalupe, dirigido por el español Sebastián Lorente, lo era de los liberales. Uno de los profesores del Guadalupe era el ya mencionado Pedro Gálvez, que en 1850 asumió la dirección del colegio tras la renuncia de Lorente. Se produjeron así interesantes debates entre conservadores y liberales, sobre diversos temas, como el sufragio de los indios. En 1849, fueron elegidos diputados Bartolomé Herrera y Pedro Gálvez, quienes llevaron a la tribuna parlamentaria las discusiones ideológicas realizadas hasta entonces desde la cátedra.

### Obras públicas y de otra índole

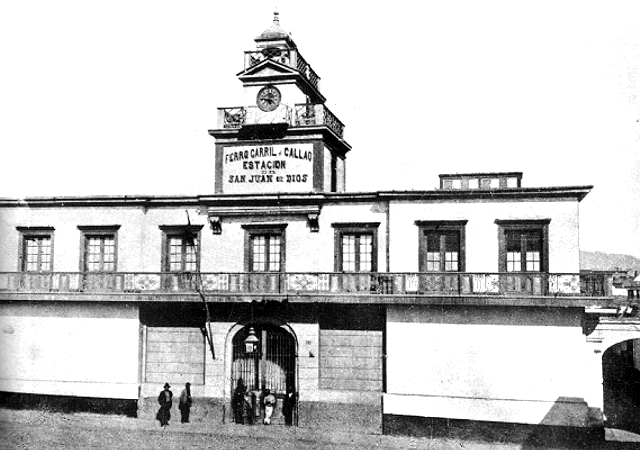
Estación San Juan de Dios en Lima, del ferrocarril de Lima al Callao, hacia 1870.

- En 1848 abolieron definitivamente los mayorazgos.[83] Al finalizar este rezago del colonialismo, se permitió el ascenso de nueva gente a la alta vida social, en virtud del privilegio de la riqueza.[84]
- Ante la queja de los agricultores por la falta de mano de obra en los campos, el Congreso aprobó el 17 de noviembre de 1849 la Ley General de Inmigración, conocida popularmente como la «ley china», ya que, en la práctica, fomentó sobre todo a la inmigración de chinos o culíes para las labores agrícolas y la extracción del guano de islas. Llegaron también colonos europeos (irlandeses y alemanes)  pero en menor cuantía.[85]
- Se inició la preparación de códigos republicanos que debían reemplazar a las antiguas leyes españolas que todavía regían en el país. Se formó una Comisión de Juristas que redactó el proyecto del primer Código Civil, el que fue aprobado por el Congreso y empezó a regir desde el 28 de julio de 1852, permaneciendo vigente hasta 1936.[86][87]
- Se dio impulso a la navegación a vapor, iniciada en 1840. La travesía ya no era solo del Callao a Valparaíso, sino que se extendió a Panamá, aumentándose el número de vapores.
- Se mandó construir el primer ferrocarril del Perú, que fue a la vez el primero de Sudamérica. Cubrió la ruta de Lima a Callao. La construcción se inició el 30 de junio de 1850 y se inauguró el 17 de junio de 1851. Existe la discusión de que si fue en realidad el primero del subcontinente. Se dice que un ferrocarril de la Guayana británica es en realidad el más antiguo del continente, el mismo que fue entregado al tráfico en 1849. Lo seguro es que el de Lima al Callao fue el primero en realizar el servicio de carga y pasajeros en la Sudamérica hispana, así como fue el primero de todo el hemisferio sur. Chile inauguró su primer ferrocarril en diciembre de 1851; Brasil en 1854, y Argentina en 1857.[88][89]
- Se reorganizó el servicio de correos, dándole la debida seguridad y garantía.[90][91]
- Se implantó el primer telar mecánico, en 1847, el mismo que comenzó la fabricación en serie de los primeros hilados y tejidos de algodón.[92]
- Se crearon fábricas de bujías, ácido sulfúrico, cristales y papel.[93] La primera fábrica de papel la instalaron los propietarios del diario El Comercio de Lima.[87]
- Se empezó a construir el moderno Mercado Central de Lima, en reemplazo de los antiguos e insalubres mercadillos, rezagos de la época colonial. Esta obra sería culminada en los años 1860.[94]
- Se instalaron servicios de agua potable con tuberías de hierro en los puertos del Callao, Arica e Islay.[95]
- Se dieron los Reglamentos de Policía,[96] Beneficencia Pública[97] y Estadística.[90]
- Se construyeron iglesias, hospitales, colegios, mercados, aduanas, cuarteles, prefecturas, caminos y puentes en toda la República.[98]
- Se repatriaron los restos de los presidentes José de La Mar y Agustín Gamarra.[87]

### Elecciones de 1851
Para las elecciones de 1851, Castilla auspició la candidatura del general José Rufino Echenique, con el apoyo de sectores conservadores. Otros candidatos importantes fueron el general Manuel Ignacio de Vivanco, apoyado por los conservadores; y Domingo Elías, civil, fundador del Club Progresista, apoyado por hombres de negocio e intelectuales liberales. También postularon los generales Antonio Gutiérrez de La Fuente, Miguel de San Román y Pedro Pablo Bermúdez.
Echenique triunfó en esta elección, que a decir del historiador Jorge Basadre fue el primer proceso electoral verdadero de la historia republicana del Perú, aunque con serios indicios de malas maniobras.
Echenique recibió el mando el 20 de abril de 1851 y su gestión se convirtió de alguna manera en la prolongación del primer gobierno de Castilla, pero se vio envuelto en el escándalo de la consolidación (o cancelación) de la deuda interna, en la que sus allegados y amigos se beneficiaron económicamente, siendo el primer caso escandaloso de corrupción en el Perú republicano.

## La revolución liberal de 1854
Alzando como bandera el repudio al escándalo de la consolidación, se levantó en Ica el líder civil Domingo Elías, pero fue derrotado por las fuerzas gobiernistas en la batalla de Saraja, el 7 de enero de 1854. A este hecho siguió inmediatamente el levantamiento en Arequipa, en cuyo manifiesto se acusó al gobierno de indolencia frente a los ultrajes infligidos por el gobierno de Bolivia. Castilla lideró la rebelión, desplazando a Vivanco y contando con el apoyo de los jóvenes líderes liberales Pedro Gálvez Egúsquiza y Manuel Toribio Ureta. A la rebelión se sumaron también Domingo Elías, el general Miguel de San Román y el general Fermín del Castillo. Esta insurrección fue gran movimiento popular que derivó en una guerra civil muy prolongada y costosa para el país.
Durante la lucha, Castilla se declaró presidente provisorio; en Ayacucho decretó la abolición definitiva del tributo indígena (5 de julio de 1854); luego derrotó a las fuerzas de Echenique en Izcuchaca, marchando enseguida a Huancayo donde firmó el histórico decreto aboliendo la esclavitud en el Perú (3 de diciembre de 1854). La victoria definitiva de la revolución se consumó en las afueras de Lima, en la batalla de La Palma, donde las tropas de Echenique fueron derrotadas (5 de enero de 1855). Al día siguiente se desató la violencia y pánico en Lima, donde fueron asaltadas las casas de los «consolidados».

## Presidencia Provisoria (1855-1858)

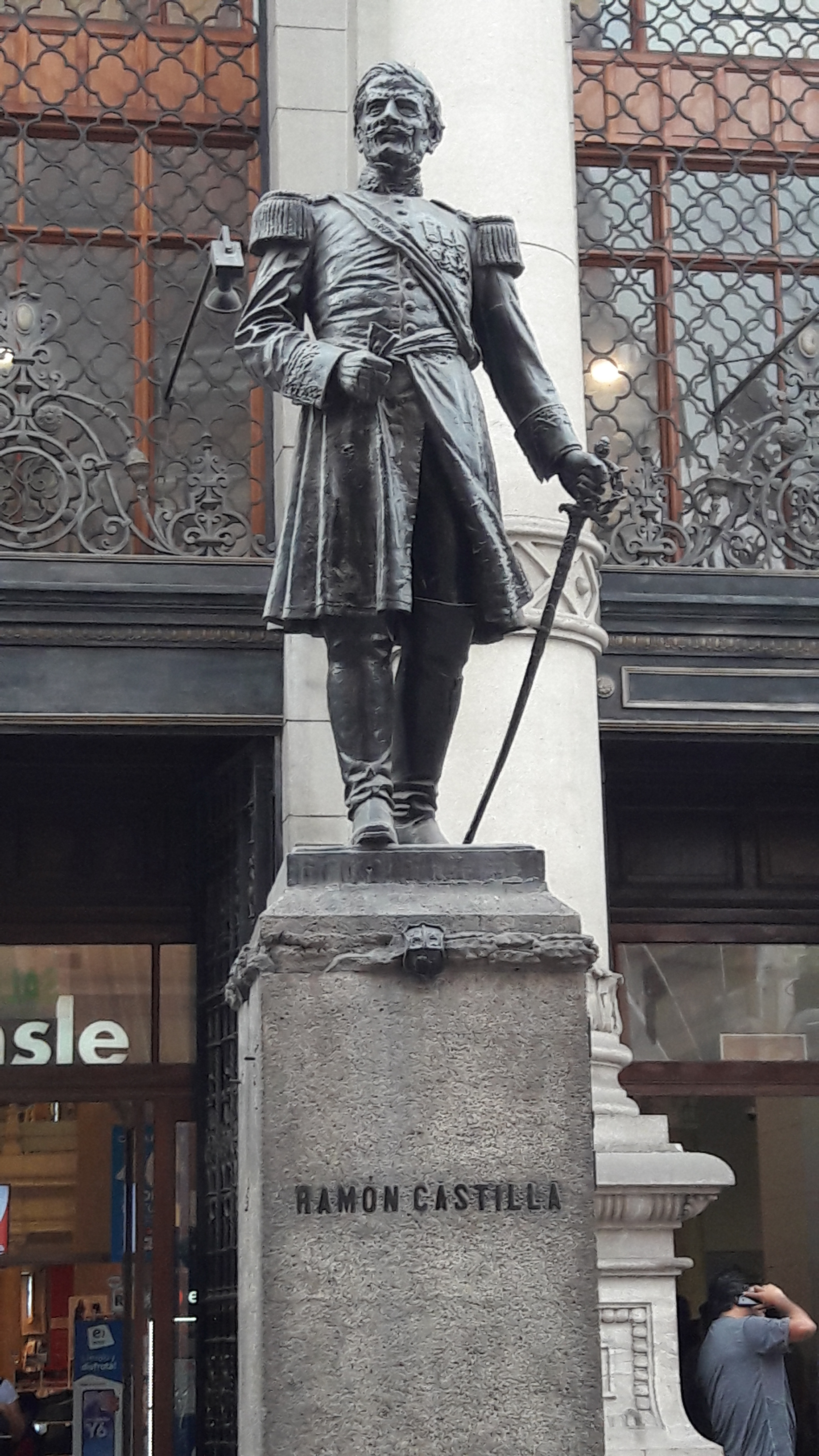
Escultura de Ramón Castilla en la Plazoleta de la Merced (Jirón de la Unión, frente a la Basílica de La Merced).

Tras la batalla de La Palma, se instaló en Lima un gobierno provisional con Castilla como Presidente, y los liberales Pedro Gálvez, Manuel Toribio Ureta y Domingo Elías como ministros, más el general Miguel de San Román que ocupó el Ministerio de Guerra. Una importante medida fue el decreto del 25 de marzo de 1855, firmado por Castilla y Pedro Gálvez en la ciudad de Huancayo, que anunciaba la absoluta libertad en comunicación del pensamiento por medio de la imprenta; gran avance que se sumaba a los importantes decretos liberales de la abolición de la esclavitud y la contribución de indígenas.
Pero la primera y más importante medida que tomó el gobierno fue convocar a elecciones para la reunión de una Convención Nacional o Congreso, cuyo fin sería reformar la Constitución. Por primera vez se convocó a elecciones con sufragio directo y universal: directo, pues no se elegiría a los Colegios Electorales, sino directamente a los representantes del nuevo Congreso; y universal, porque todos los peruanos votarían sin ninguna limitación, sin importar ser analfabeto o no tener fortuna. No se convocó, sin embargo, a elecciones para Presidente.
Realizadas las elecciones, la Convención Nacional se instaló el 14 de julio de 1855 y ratificó a Castilla como Presidente Provisorio. Instalado su gobierno, Castilla, de temperamento autoritario, se separó de sus ministros liberales y convocó a sus amigos. Se iniciaba así el rompimiento con los liberales.

### La Constitución Liberal de 1856

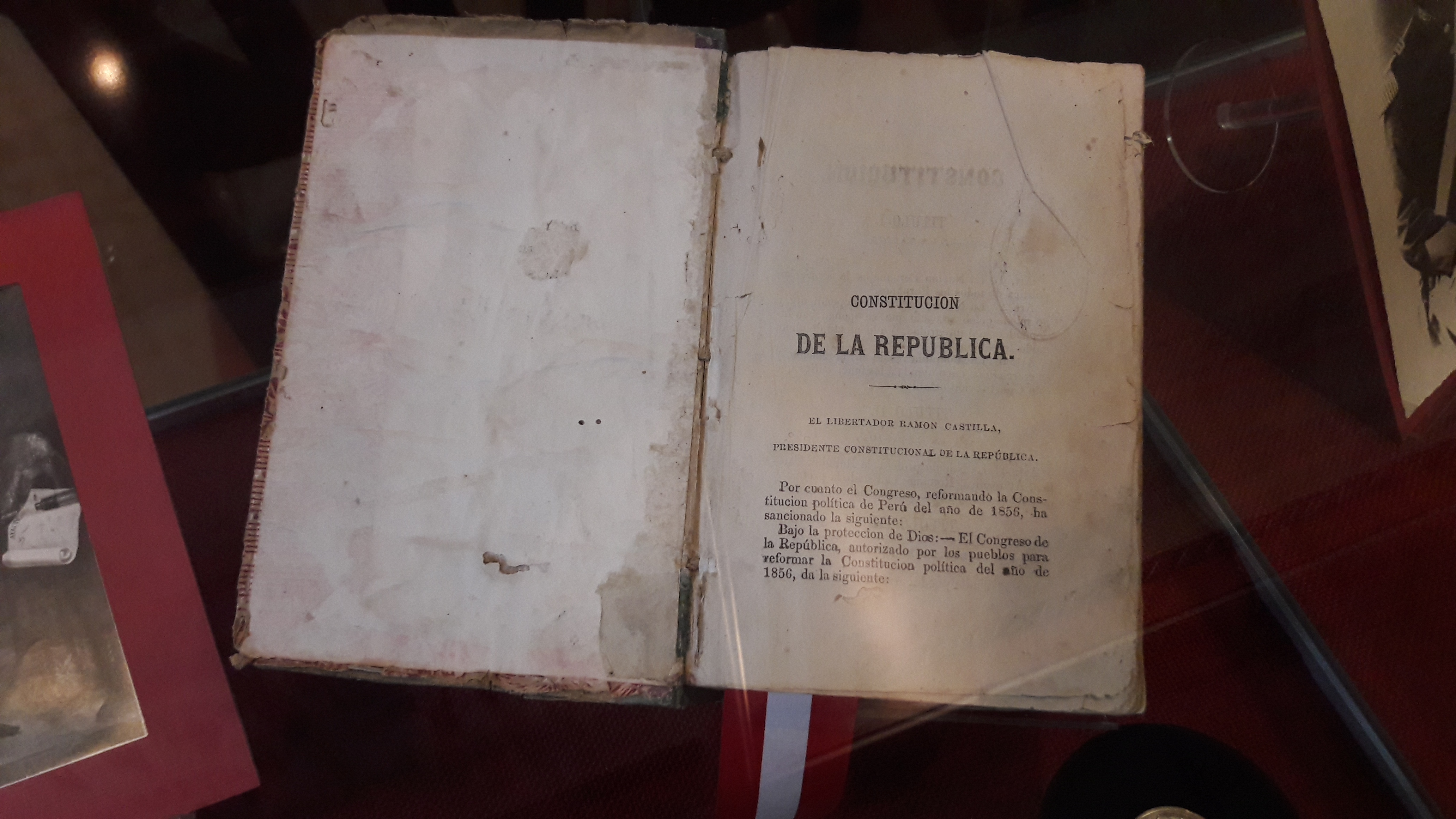
La Constitución de la República Peruana (1856). Esta constitución fue promulgada por el presidente Ramón Castilla.

En la Convención Nacional surgió una disputa tensa entre la mayoría liberal y la minoría conservadora partidaria de Castilla. El más notable de los tribunos liberales era José Gálvez Egúsquiza, hermano de Pedro Gálvez. La Convención, además de funcionar como asamblea constituyente, ejerció el Poder Legislativo en toda su extensión, dictando leyes de carácter permanente y también de circunstancias. Por fin, después de grandes debates, en octubre de 1856 se terminó de discutir la nueva Constitución, que debía reemplazar a la Constitución Conservadora de 1839.
La Constitución de 1856, de tendencia liberal, limitó las atribuciones del poder ejecutivo, estableciendo la vacancia de la Presidencia de la República por atentar contra la forma de gobierno o disolver el Congreso. Estableció que el período presidencial duraría cuatro años y no seis años como en la anterior Constitución; creó el Consejo de Ministros; suprimió los fueros personales, abolió la pena de muerte; estableció el sufragio popular directo para todos los ciudadanos que supieran leer y escribir; restableció las Juntas Departamentales y las Municipalidades. Los liberales no lograron imponer la libertad de cultos, y el Estado continuó protegiendo la religión católica, no permitiendo el ejercicio de otros cultos, pero se suprimieron las vinculaciones y los fueros eclesiásticos, así como los diezmos y primicias.
El presidente Castilla juró esta Constitución, que fue promulgada el 19 de octubre de 1856, pero expresó su disconformidad con ella, sobre todo por la disminución de las atribuciones del presidente, aumentando así la situación de confrontación entre el gobierno y el Congreso.
La Convención fue disuelta el 2 de noviembre de 1857 por una patrulla de soldados a órdenes del coronel Pablo Arguedas, mientras Castilla se hallaba ocupado en el asedio de Arequipa, en el marco de la guerra civil estallada el año anterior. Si bien Castilla condenó este acto, era evidente que tal situación le convenía, tan así que una vez que retornó a Lima, no restituyó el parlamento.

### Guerra civil de 1856-1858
Los conservadores, descontentos con el régimen liberal imperante, se reunieron en torno del general Manuel Ignacio de Vivanco y se alzaron contra el gobierno.
La rebelión estalló en Arequipa el 31 de octubre de 1856, donde en un acto público se quemó la Constitución recientemente proclamada. De allí se extendió a Moquegua, Ayacucho y Piura. La escuadra se unió al movimiento; entre los marinos rebeldes estaban Miguel Grau y Lizardo Montero. Aprovechando su dominio del mar, los revolucionarios se dirigieron hacia el norte, pero fracasaron en su intento de sublevar esa parte del Perú. Luego, enrumbaron al Callao, desembarcando y atacando a la población el 22 de abril de 1857, ataque que fue rechazado por el pueblo chalaco. En premio a este acto, el Callao recibió la denominación de Provincia Constitucional, por haber defendido al gobierno constitucional.

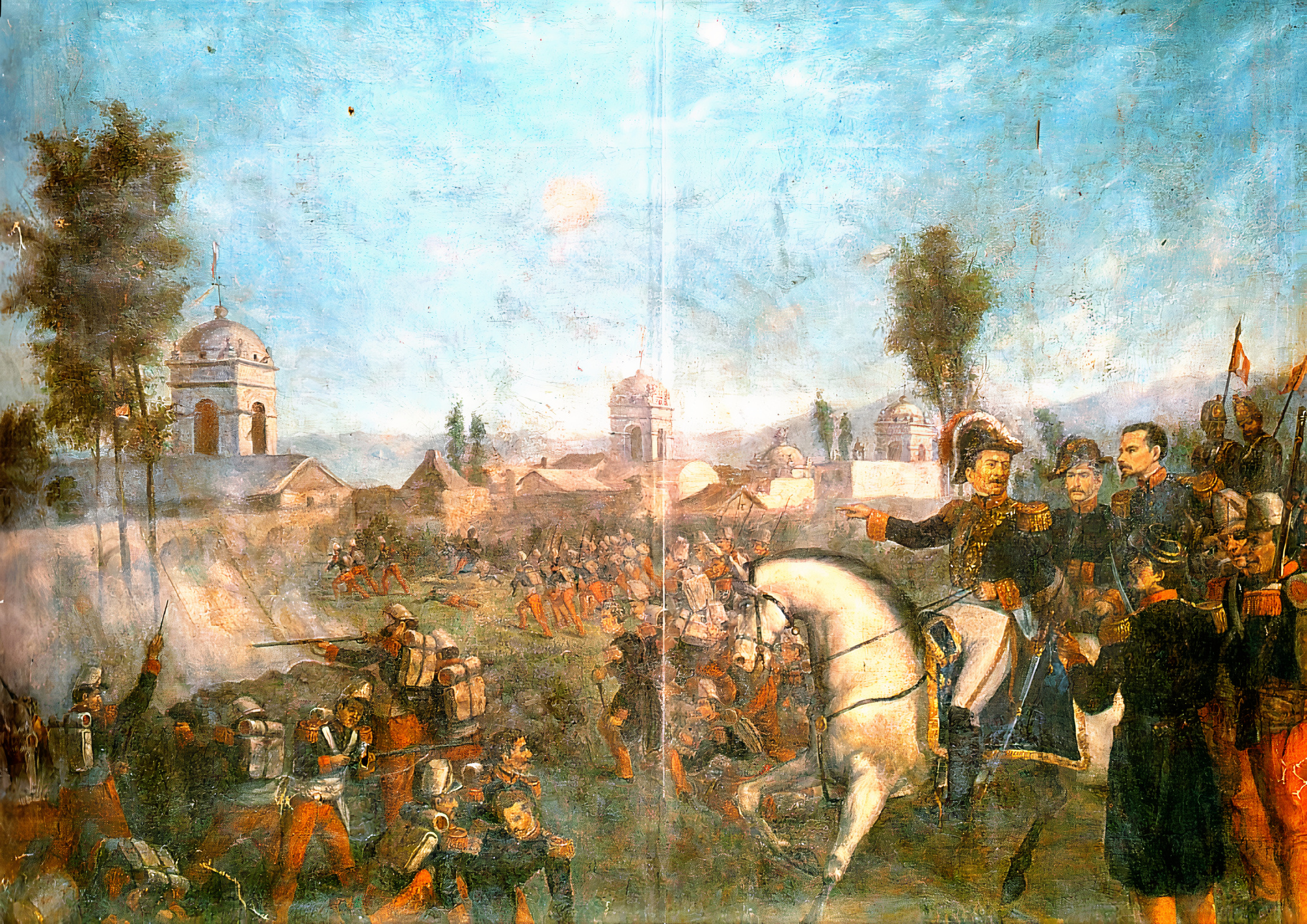
El asalto de Arequipa del 6 al 7 de marzo de 1858.

La rebelión quedó circunscrita a Arequipa, con escasas posibilidades de triunfo. Sin embargo, el pueblo arequipeño decidió resistir. Para poner sitio a la ciudad, desde Puno partieron las fuerzas gobiernistas a órdenes del general Miguel de San Román. El pueblo arequipeño se organizó, formando batallones y construyendo defensas. En las cercanías de la ciudad se produjeron sangrientos encuentros. Uno de ellos, producido en Yumina, el 28 de junio de 1857, fue considerado como un triunfo por los vivanquistas, aunque estos no lograron romper el cerco que los gobiernistas les tendieron. Castilla decidió tomar personalmente el mando del ejército y llegó por vía marítima al teatro de operaciones; y tras unirse a las fuerzas de San Román, puso sitio a Arequipa.
Por fin, después de ocho meses de asedio, Castilla ordenó el ataque a Arequipa. Se inició en la noche del 5 de marzo de 1858 y se reanudó al día siguiente, siendo muy sangriento. El pueblo, atrincherado en San Antonio, Santa Rosa y Santa Marta, luchó tenazmente. En el famoso Fuerte Malakoff sucumbió heroicamente el poeta Benito Bonifaz. Hubo batallones enteros, como el llamado Columnas Inmortales, que no se rindieron y fueron aniquilados. En la acequia de Santa Rosa la sangre corrió como agua. A las 11 y 30 de la mañana del 6 de marzo, el ejército de Castilla se reunió en la plaza de Armas de Arequipa, culminando así la lucha. La rebelión estaba vencida. Vivanco huyó a Chile.

## Segunda Presidencia Constitucional (1858-1862)

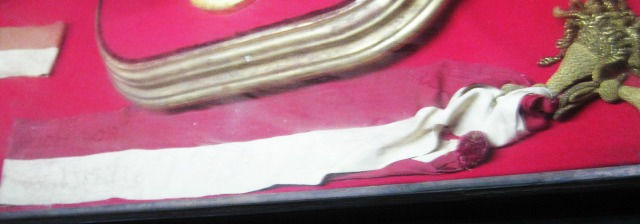
La banda presidencial de Ramón Castilla.

### Elecciones de 1858
Si bien la rebelión de Vivanco fracasó, su intención, esto es, acabar con la influencia de los liberales en las decisiones de gobierno, terminó por imponerse. La Convención, disuelta en noviembre de 1857, no fue nuevamente convocada e incluso fueron enviados al destierro los principales líderes liberales.
Castilla convocó a elecciones para un Congreso Extraordinario y para la elección del Presidente Constitucional de la República, ya que él era solo Presidente provisorio. Se presentó como candidato. Por su parte, importantes líderes liberales como Benito Laso, Francisco Javier Mariátegui, José Gálvez Egúsquiza, Francisco de Paula González Vigil y José Gregorio Paz Soldán, se organizaron y lanzaron la candidatura del general José Miguel Medina. Realizadas las elecciones, triunfó Castilla. El nuevo Congreso se instaló el 12 de octubre de 1858 y proclamó a Castilla Presidente Constitucional, para un mandato de cuatro años.

### Nueva elección del Congreso (1859)
El Congreso Extraordinario suspendió sus sesiones en mayo de 1859, anunciando su reinstalación como Congreso Ordinario para julio del mismo año. Pero el gobierno frustró tal iniciativa, decretando elecciones para nuevos representantes, que se reunirían en el año siguiente. Castilla argumentó al respecto que el Congreso, al pretender autoconvocarse, había tomado una decisión anticonstitucional, pues solo al Ejecutivo competía su convocatoria. Sin embargo, corrió la versión de que en realidad, Castilla se había enterado de que el Congreso pretendía vacarlo y que por eso tomó tal decisión.
Una de las polémicas más notables que se desarrolló en el Congreso de 1858-59 fue el debate sobre la abolición de la pena de muerte, principio que ya había establecido la Constitución de 1856. El Congreso se pronunció por dicha abolición, lo que fue apoyado por el gobierno de Castilla (algunos autores atribuyen a Castilla el mérito de realizar esta reforma).

### La Constitución moderada de 1860

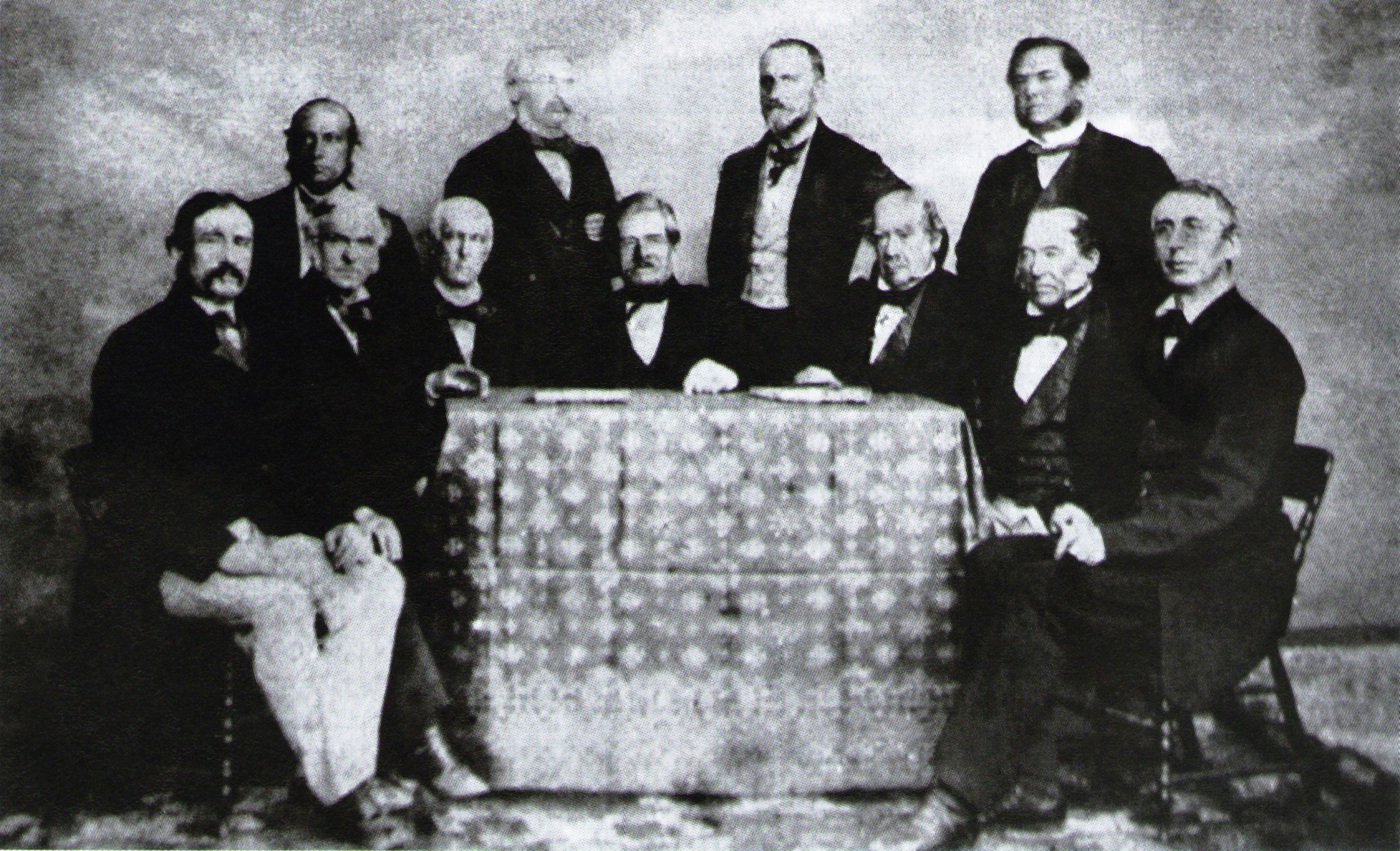
En su segundo gobierno, Ramón Castilla prefirió rodearse de asesores moderados que contribuyeran a aplacar la agitación política de la época.

La Constitución liberal de 1856 no había satisfecho al país. El Congreso de 1860, elegido en las nuevas elecciones convocadas por Castilla, se arrogó la facultad de Constituyente, procediendo rápidamente a discutir y reformar la Constitución. Se produjeron grandes debates. Como líder de los conservadores se hallaba nuevamente Bartolomé Herrera, quien presidió el Congreso. En el bando liberal se notó la ausencia de los hermanos Gálvez.
La nueva Constitución se promulgó el 13 de noviembre de 1860. No era liberal ni conservadora, sino moderada. Restableció la pena de muerte, pero solo para casos de homicidio calificado; prohibió la reelección presidencial; restableció el sistema de votación indirecta; se dejó claramente definida la división del Congreso en dos cámaras (senadores y diputados); estableció la edad mínima de 25 años para ser diputado y de 30 para senador; respetó las Municipalidades; y dejó sentada la primacía de la religión católica sobre los demás cultos. Esta Constitución, más sensata y realista que las anteriores, ha sido la que más tiempo ha regido en el Perú, pues se mantuvo hasta 1920.
Un grupo de liberales que quedaron en Lima, tramaron varias conjuras contra Castilla. El 25 de julio de 1860 un embozado a caballo intentó asesinar a Castilla en la plaza Mayor de Lima, logrando solo herirle con un disparo en el brazo. Y el 28 de noviembre del mismo año, varios civiles armados y una parte del batallón Lima (que fue sacado de su cuartel con engaños) atacaron el domicilio del presidente situado en la esquina de las calles Divorciadas e Higueras; pero la tropa reaccionó y fue repelido el ataque.

### Auge del guano

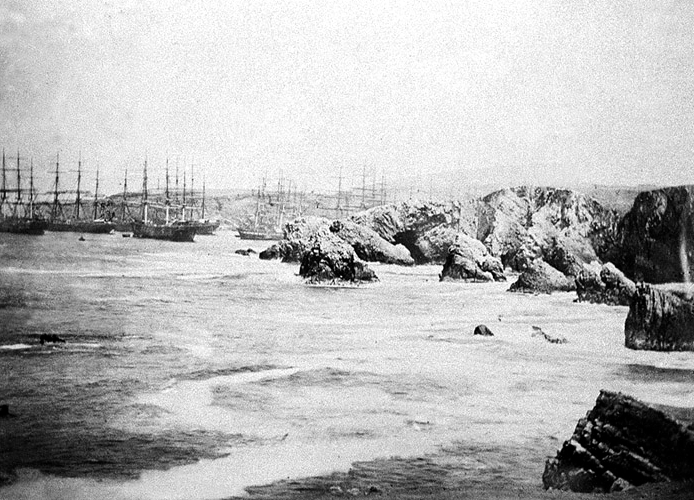
Carguío de guano en las islas Chincha, hacia 1866.

En 1857 se batieron todas las marcas en la venta del guano: este llegó a representar el 83 % de todos los ingresos estatales. El guano se convirtió prácticamente en el único sostén del Estado. Empezaron entonces los problemas con los consignatarios, que obtenían grandes ganancias. Como el tesoro público se hallaba siempre requerido de dinero, los consignatarios adelantaban empréstitos al Estado a cuenta del guano que explotarían en el futuro, con altos intereses, lo que a la larga traería la ruina económica al país, al ser el guano solo una riqueza pasajera. Pero por lo pronto, el Perú disfrutaba de los ingresos del guano.
A las alturas de 1860, el Perú exportaba, además de guano, el salitre procedente de Tarapacá, bórax, plata, lanas. Importaba, en cambio, alimentos, ropa, muebles y artículos suntuarios, tales como sedas, vinos y licores.
Se siguió permitiendo el ingreso de trabajadores chinos (culíes) para la explotación del guano a través de "el enganche". El primero en traer chinos al Perú fue Domingo Elías.

### La obra educacional
Castilla promulgó el 7 de abril de 1855 un nuevo Reglamento de Instrucción Pública, el cual se mantendría vigente hasta el gobierno de Manuel Pardo y Lavalle (1872-76). Este Reglamento estructuró adecuadamente el sistema educativo, disponiendo que la instrucción pública tuviera tres grados: la popular, la media y la superior. Se acabó así con la indefinición que existía en dicho campo, pues hasta entonces no se diferenciaba la educación media de la superior.
Bajo el concepto de instrucción popular se encontraban las escuelas de primeras letras, las de artes y oficios, las de la infancia y la escuela normal. El Estado se proponía masificarla y a hacerla gratuita para los pobres. Se planeó la construcción de locales escolares, pero al no disponerse de los recursos necesarios, esta reforma quedó mayormente en el papel.
La educación media o secundaria se consideraba como una etapa de ampliación y perfeccionamiento de la educación popular para quienes deseaban seguir carreras liberales o científicas. Se contemplaba también su gratuidad para los pobres. El Colegio Guadalupe fue incorporado en este plan, y dejó de proporcionar educación superior, para concentrarse solo en la instrucción secundaria, como hasta hoy viene haciéndolo.
En cuanto a la educación universitaria, se consideró que la Universidad era un todo orgánico constituido por cinco Facultades: Teología, Medicina, Jurisprudencia, Filosofía y Letras y Ciencias Naturales y Matemáticas. Se dispuso que los antiguos Colegios Mayores, por corresponder a estas facultades, se incorporasen a la Universidad. Pero sucedió que ni la Universidad de San Marcos ni el Convictorio de San Carlos (a cuya estructura correspondía las tres últimas facultades) aceptaron plenamente la reforma y se aferraron a sus antiguos privilegios. Solo años después, en 1866, se completó esta reforma, y el convictorio carolino se convirtió en la Facultad de Humanidades y Derecho de la Universidad de San Marcos.

### Política americanista
La política internacional de Castilla, en este segundo gobierno, tal como ya había ocurrido en el primero, se inspiró en un profundo sentimiento de la solidaridad americana, y en una conciencia siempre atenta al orgullo de la patria y la dignidad de la nación. Por entonces, las grandes potencias europeas intervinieron en algunos países independientes de América y la política de Castilla fue la de oponerse enérgicamente a esas pretensiones convocando a la unidad americana. Veamos algunos aspectos de esta política.
- Siguiendo el espíritu de la unión americana afirmada en el Congreso de Lima de 1847, el ministro de Perú en Chile, Cipriano Coronel Zegarra, firmó en Santiago de Chile, un tratado continental de alianza defensiva (15 de septiembre de 1856). Además del Perú, suscribieron este tratado Chile y Ecuador.[145]
- Se firmó en Washington, el 19 de noviembre de 1856, bajo la dirección del representante diplomático peruano Juan Ignacio de Osma, un proyecto de alianza y confederación americana, entre Perú, México, Nueva Granada, Venezuela, Costa Rica, Guatemala y El Salvador (que eran todos los representantes latinoamericanos acreditados en la capital estadounidense), para hacer frente a las agresiones europeas.[146]
- Ayudó a Nicaragua y Costa Rica, con dinero y gestiones diplomáticas, a hacer frente a la invasión del filibustero estadounidense William Walker (1856).[147] Con ese objeto, se envió a América Central una misión diplomática presidida por Pedro Gálvez Egúsquiza.[148]
- Protestó enérgicamente contra la reincorporación de Santo Domingo a la monarquía española como Protectorado (1861). Se apoyó a los dominicanos en su lucha contra los invasores, invitándose a los países americanos a una acción conjunta contra la ocupación española.[149]
- Protestó contra la agresión franco-española a México de 1861 y envió una misión diplomática presidida por Manuel Nicolás Corpancho, para prestar todo el apoyo posible al pueblo mexicano y al gobierno de Benito Juárez. Cuando Napoleón III decidió instalar en México un trono para Maximiliano de Austria, Corpancho, en nombre del Perú, protestó enérgicamente y apoyó abiertamente al gobierno de Juárez, por lo que el gobierno usurpador lo obligó a salir de México. Corpancho pereció trágicamente durante su viaje de regreso al Perú, al incendiarse la nave en que viajaba en el golfo de México.[150]
- Protestó en 1861 contra el proyecto del presidente del Ecuador Gabriel García Moreno de convertir a su país en un protectorado francés.[151]

### Desarrollo de la Amazonía

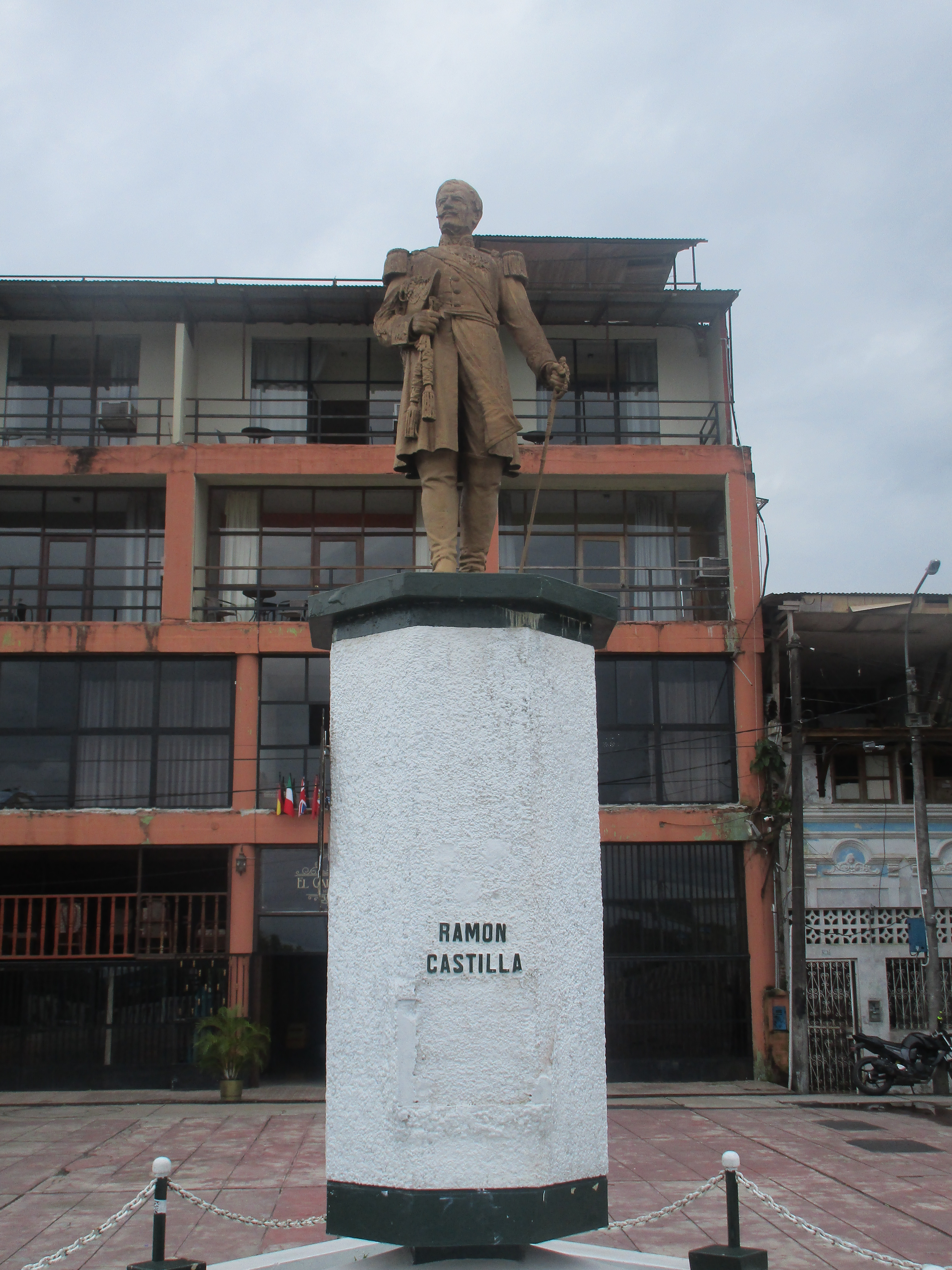
Estatua en honor a Castilla en la plaza homónima ubicada en Iquitos, ciudad que se benefició enormemente de sus políticas.

Castilla se mostró interesado por el desarrollo de la Amazonía peruana, continuando así la política que iniciara en su primer gobierno. Para tal fin era de vital importancia obtener de Brasil la libre navegación en el Amazonas a fin de lograr una salida al Océano Atlántico, ya que la Convención de Comercio y Navegación de 1851 no había otorgado tal beneficio. Después de lenta y laboriosa labor diplomática se consiguió el objetivo firmándose con el Brasil la Convención Fluvial del 22 de febrero de 1858.
Conseguida la libre navegación en el Amazonas, Castilla se preocupó por el desarrollo de la región para lo cual dio las siguientes medidas:
- Creó la Provincia Litoral de Loreto (2 de enero de 1857) que luego se transformó en Departamento Marítimo y Militar de Loreto (7 de enero de 1861). Posteriormente, en 1866, bajo el gobierno de Mariano Ignacio Prado, pasó a ser Departamento Fluvial, y en 1868 quedó bajo la definitiva categoría de Departamento.[153]
- Compró una flotilla fluvial compuesta por los buques Morona, Pastaza, Napo y Putumayo para que patrullaran los ríos amazónicos.[154]
- Creó el apostadero fluvial de Iquitos, situado en lo que hasta entonces era una aldea de cabañas, y que empezó a desarrollarse hasta convertirse en una ciudad importante del oriente peruano, verdadera hazaña humana creada en medio de la selva.[155]

### Defensa nacional

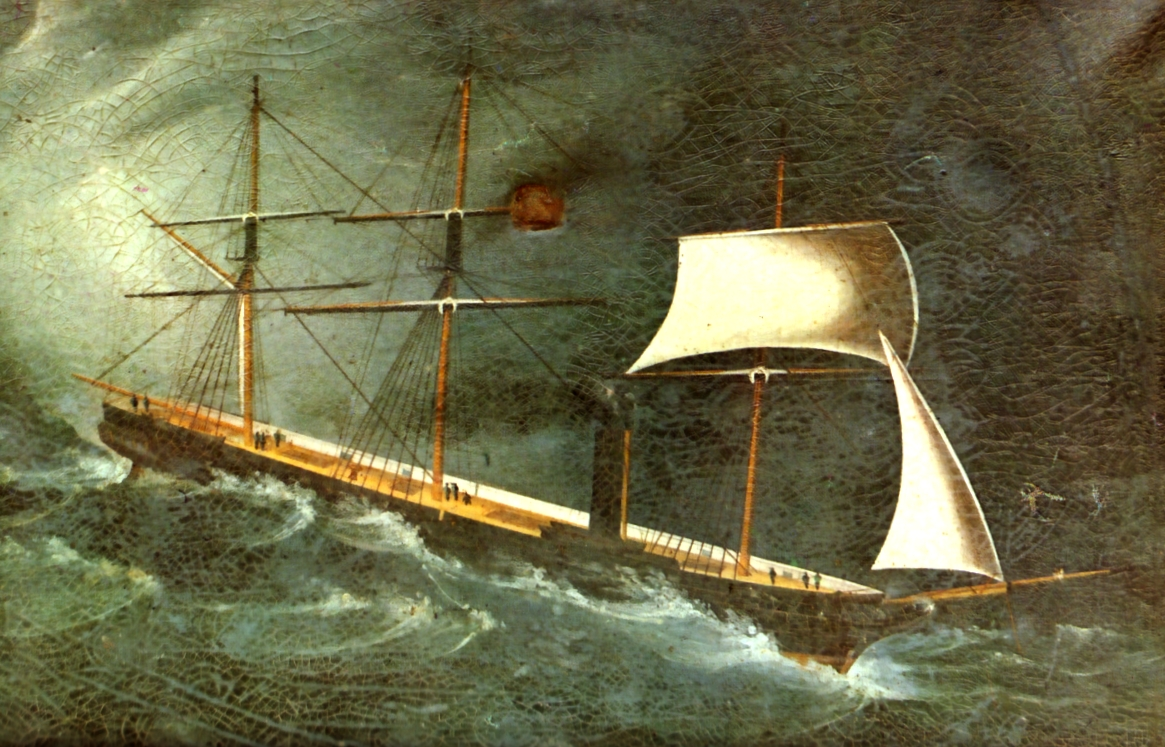
La fragata Amazonas.

- La fragata Amazonas efectuó un viaje alrededor del mundo. Partió del Callao el 26 de octubre de 1856, al mando de José Boterín. Cruzó el Pacífico, bordeó la costa de China, cruzó el estrecho de Singapur, llegó a Calcuta donde permaneció cuatro meses en reparaciones; luego circunnavegó la costa oriental y sur de África, dobló el Cabo de Buena Esperanza, se dirigió al norte, arribó a la isla de Santa Elena, pasó cerca de las islas Azores, hasta llegar a Europa, anclando en Londres. Después enrumbó a América del Sur; se dirigió a Río de Janeiro, siguió más al sur hasta doblar el estrecho de Magallanes, y continuó hacia las costas de Chile, deteniéndose en Talcahuano, de donde llegó al Perú, tocando Arica, y finalmente, al Callao, donde arribó el 29 de mayo de 1858. Navegó más de 40 000 millas en 308 días y permaneció 272 días en puerto.[156]
- Se mejoró el armamento del ejército, en sus tres campos: la infantería, la caballería y la artillería, adecuándola a la técnica moderna. Se envió a Europa al coronel Francisco Bolognesi para la compra de cañones rayados, fusiles y otros implementos bélicos.[157]
- Se reorganizó el Colegio Militar, orientándosele a la preparación de ingenieros militares y civiles.[158]
- Se introdujo las brigadas de zapadores en el ejército.[158]

### Guerra con el Ecuador
En 1857, el Ecuador celebró un convenio con sus acreedores británicos adjudicándoles en pago, territorios de Quijos y Canelos, que a juicio del gobierno del Perú le pertenecía, basándose en la Real Cédula de 1802. Tras varios intercambios de notas la situación se puso tensa. La cancillería ecuatoriana solicitó el retiro de Quito del ministro peruano Juan Celestino Cavero. Se rompieron las relaciones diplomáticas. El Congreso autorizó a Castilla emplear todos los medios a fin de alcanzar satisfacciones de parte del Ecuador, incluyendo la guerra.
La primera medida que tomó Castilla fue decretar el bloqueo pacífico de toda la costa ecuatoriana (26 de octubre de 1858). Guayaquil empezó a sufrir los estragos del sitio, por lo que el comandante general de esa plaza, general Guillermo Franco, aceptó firmar un armisticio con el jefe de la flota peruana, vicealmirante Ignacio Mariátegui (20 de agosto de 1859). Poco después Castilla aprobó la suspensión del bloqueo de toda la costa ecuatoriana, para así facilitar un arreglo con el gobierno ecuatoriano.
Pero sucedió que el Ecuador entró en un período de anarquía política, ante el inicio de una guerra civil en la que se establecieron cuatro gobiernos provisorios: un triunvirato en Quito, presidido por Gabriel García Moreno, una jefatura suprema en Guayaquil, al mando de Guillermo Franco y que dominaba toda la costa, un gobierno títere de Franco en Cuenca y un gobierno federal en la provincia de Loja, al mando de Manuel Carrión.
El problema que se planteaba a Castilla era pues que, no habiendo un único gobierno plenamente legítimo en el Ecuador, no era posible iniciar conversaciones, pues se corría el riesgo de que una facción invalidase lo que la otra aceptase. Castilla preparó entonces una expedición naval y militar contra el Ecuador, y el 29 de septiembre de 1859, se embarcó él mismo. Dejó en el poder en Lima al doctor Juan Manuel del Mar.
La armada peruana la conformaban 15 buques, que transportaban a seis mil soldados. Como el propósito de Castilla no era el de humillar al Ecuador ni de arrebatarle territorio, envió una nota a cada uno de los jefes de las facciones ecuatorianas, dándoles un plazo de 30 días para que llegaran a entenderse y conformaran un gobierno legítimo; en caso de no ocurrir ello, anunció su propósito de reanudar las operaciones militares.

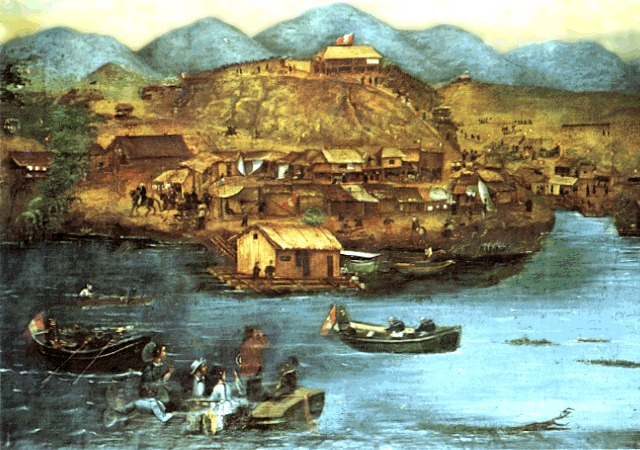
Pintura anónima del, que representa la toma de Guayaquil por parte de las fuerzas peruanas en 1860.

Finalizado el plazo y al no producirse la solución del conflicto interno en Ecuador, la escuadra peruana se presentó en Guayaquil el 12 de noviembre de 1859, sin hacer fuego. Los defensores del puerto quisieron negociar y Castilla exigió que se permitiera el desembarco de sus tropas, lo que fue aceptado. Las tropas peruanas se posesionaron de las alturas de Mapasingue (25 de noviembre), desde donde se dominaba Guayaquil y sus accesos. Como los gobiernos del Guayas, Azuay y Loja llegaron a unificarse momentáneamente bajo el mando de Franco, Castilla decidió entenderse con este jefe, antes que con García Moreno, que tenía el gobierno de Quito y de gran parte de la sierra ecuatoriana.
Así pues, con la autorización de Franco, las tropas peruanas entraron en Guayaquil el 7 de enero de 1860, sin necesidad de disparar un balazo. El 25 de enero, Castilla firmó con el gobierno de Franco el Tratado de Mapasingue, en el que, esencialmente, el Ecuador reconocía la validez de la Real Cédula de 1802, y por tanto la soberanía peruana sobre los territorios de Quijos y Canelos; declaraba nula la adjudicación de territorios hecha a sus acreedores ingleses y se establecía que dentro de un plazo de dos años, una Comisión especialmente nombrada por los dos países procedería a señalar los límites entre ambos Estados. Castilla no quiso mostrarse implacable o feroz con Ecuador y antes de marcharse, obsequió uniformes, calzados y fusiles al ejército franquista.
No obstante, Franco no era el gobernante legítimo del Ecuador, sino apenas un dictador secesionista en Guayaquil, y fue derrotado por las tropas del gobierno de Quito, presidido por García Moreno, el 26 de septiembre de 1860. Este gobierno desaprobó el tratado de Mapasingue el 8 de abril de 1861. El gobierno peruano no tuvo ninguna reacción ante este hecho, porque intuía que la opinión de su ciudadanía era contraria a la guerra, aparte de que la atención de la cancillería estaba en otros asuntos, como una posible guerra con Bolivia y las amenazas europeas al continente. El Congreso peruano, ya en el gobierno de Miguel de San Román, se encargó a la vez de desaprobar el tratado de Mapasingue, en 1863.
El problema con el Ecuador se prolongaría por mucho tiempo más, volviéndose un asunto centenario. En el Perú se ha reprochado a Castilla no haberle dado solución entonces, teniendo todo a su favor para hacerlo. Los continuos problemas limítrofes entre ambos países darían lugar a una nueva guerra peruano-ecuatoriana en 1941, conocida como la Guerra del 41.

### Otras obras y hechos importantes

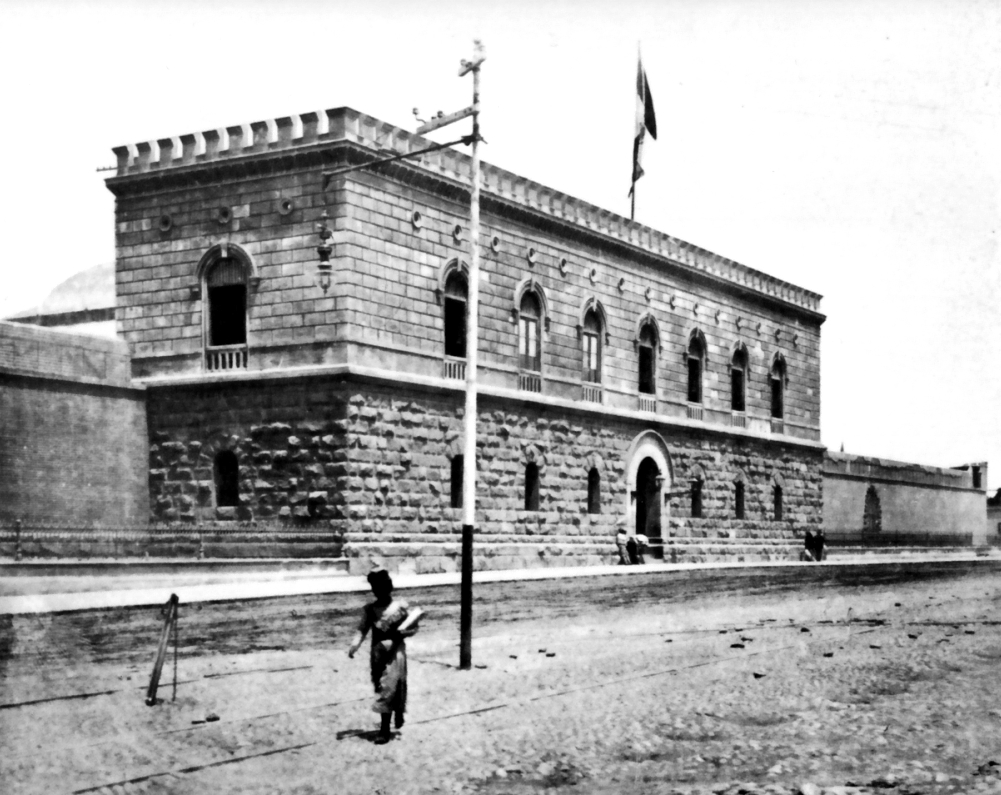
Edificio de la Penitenciaría de Lima, considerado el más sólido de la capital. Foto de 1875.

- Cumpliendo lo establecido por la Constitución de 1856, y por ley del 4 de diciembre de 1856, se organizó, por primera vez en la historia republicana del Perú, el Consejo de Ministros. Si bien desde la fundación de la República existía un cuerpo de ministros que tomaba sus decisiones de acuerdo con el presidente, aún no se había formalizado y reglamentado su función. Los ministros debían ser cinco: Relaciones Exteriores; Gobierno, Culto y Obras Públicas; Justicia, Instrucción y Beneficencia; Guerra y Marina; y Hacienda y Comercio. Uno de los ellos debía ejercer como presidente del Consejo de Ministros (cargo equivalente al de primer ministro o premier).[167][168]
- Se creó la Dirección de Obras Públicas, para centralizar e impulsar dichos trabajos, así como para vigilar la conducta de los ingenieros del Estado.[169]
- Se culminó la instalación del alumbrado a gas en Lima (1855),[170] siendo esta la primera ciudad de Sudamérica que tuvo tal iluminación.[171]
- Se inauguró el servicio de agua potable en Lima (1857).[172]
- Se fundó la Benemérita Sociedad Fundadores de la Independencia en 1857 y se nombró al presidente Ramón Castilla como su primer presidente nato.
- Se estableció el servicio telegráfico entre Lima y Callao (1855),[173] que fue la primera línea establecida en Sudamérica.[171]
- Se inauguró el ferrocarril de Lima a Chorrillos (1858), el segundo de Lima y el tercero del país, cuya estación en Lima estaba en el antiguo convento de la Encarnación.[174]
- Se construyó la Penitenciaría Central de Lima, bajo la dirección de Mariano Felipe Paz Soldán. Concebida como centro de trabajo y readaptación, fue inaugurada por el propio presidente el 23 de julio de 1862, y durante mucho tiempo fue el edificio más sólido de la capital. Se mantuvo en pie durante un siglo, hasta que fue demolido en 1961.[175] Asimismo, se construyeron varios centros penitenciarios en el interior del país.
- Se construyeron los muelles del Callao, Chorrillos, Pisco y Paita, y el dique flotante del Callao.[176]
- Se fundó la Compañía de Bomberos Voluntarios Unión Chalaca N.º 1, la primera de su género en Sudamérica (1860).[177]
- Se expidió el primer Reglamento de Carruajes.[178]
- Se mejoró el sistema de correos, estableciéndose el franqueo con estampillas o «timbres de porte franco» (1857).[173]
- Se inauguraron en Lima los monumentos a Simón Bolívar y a Cristóbal Colón.[176]
- Se instaló la Bolsa de Comercio de Lima.
- Se fundó el Club Nacional, el 19 de octubre de 1855.[179]

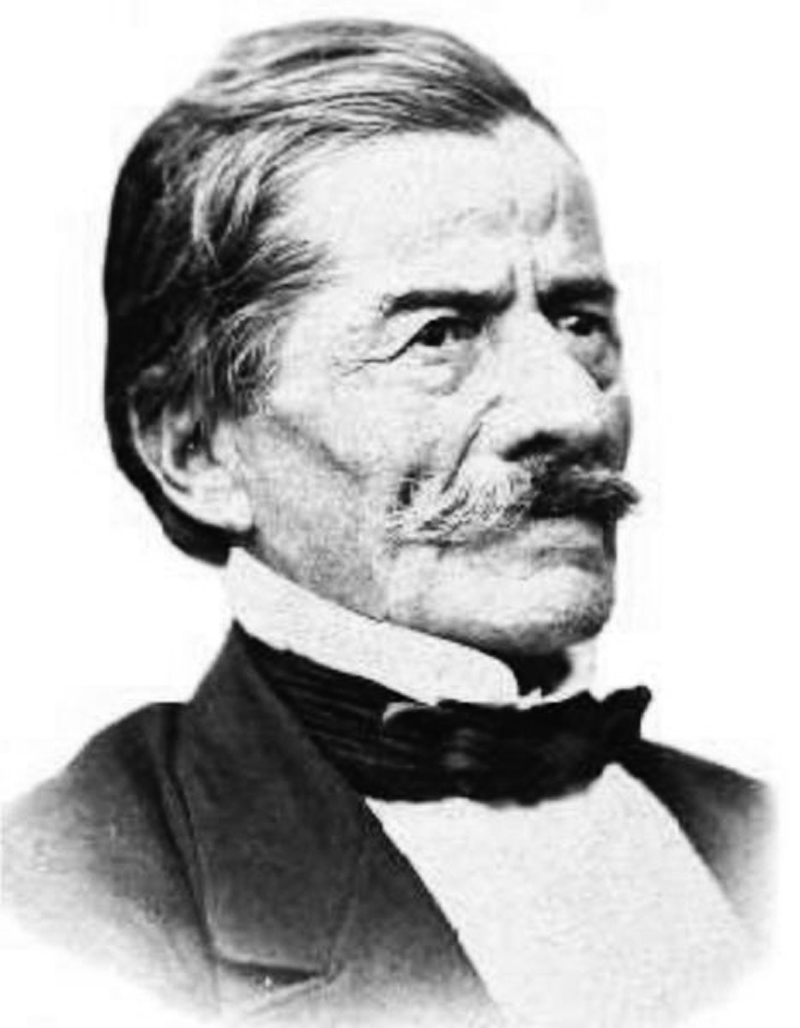
Ramón Castilla en 1864.

- Fueron promulgados el Código Penal y el Código de Enjuiciamientos en materia penal, el 1 de octubre de 1862, para que rigieran a partir del año siguiente. Estos códigos reemplazaron a la antigua legislación penal española.[180]
- Por ley del 24 de mayo de 1861 se realizó el censo del país, que arrojó un total de 2 487 916 habitantes en 1862.[181]
- Se encargó en 1860 a Mariano Felipe Paz Soldán la elaboración del Mapa General del Perú. Paz Soldán presentó un borrador y luego viajó a Europa para grabarlo, con la exactitud y la perfección requeridas. Se encargó también de la edición del libro Geografía del Perú, de su hermano Mateo Paz Soldán.[182]
- Se crearon dos departamentos: Cajamarca (por decreto del 11 de febrero de 1855 y ratificado por ley del 30 de septiembre de 1862); y Piura (por ley del 30 de marzo de 1861), ambos desgajados del departamento de La Libertad.[183]
- La vida intelectual y, en particular, los estudios jurídicos se enriquecieron, con la aparición en 1860 de dos libros: el Diccionario de la Legislación Peruana de Francisco García Calderón Landa, y el Tratado de Derecho Civil de Toribio Pacheco y Rivero.[184]

### Las elecciones de 1862
Finalizando el segundo gobierno de Castilla, se vislumbraba una porfiada lucha electoral entre tres candidatos: el mariscal Miguel de San Román, el general Juan Antonio Pezet y el doctor Juan Manuel del Mar; el primero contaba con el apoyo oficial del gobierno. Pero la lucha se extinguió cuando falleció Del Mar, víctima de una repentina enfermedad, y cuando Pezet decidió acompañar a San Román como candidato a la primera vicepresidencia. Los liberales apoyaron también a San Román.
Realizadas las elecciones, resultó elegido San Román como presidente; como primer vicepresidente fue elegido el general Pezet, y como segundo vicepresidente, el general Pedro Diez Canseco.

## Encargado del Mando (1863)

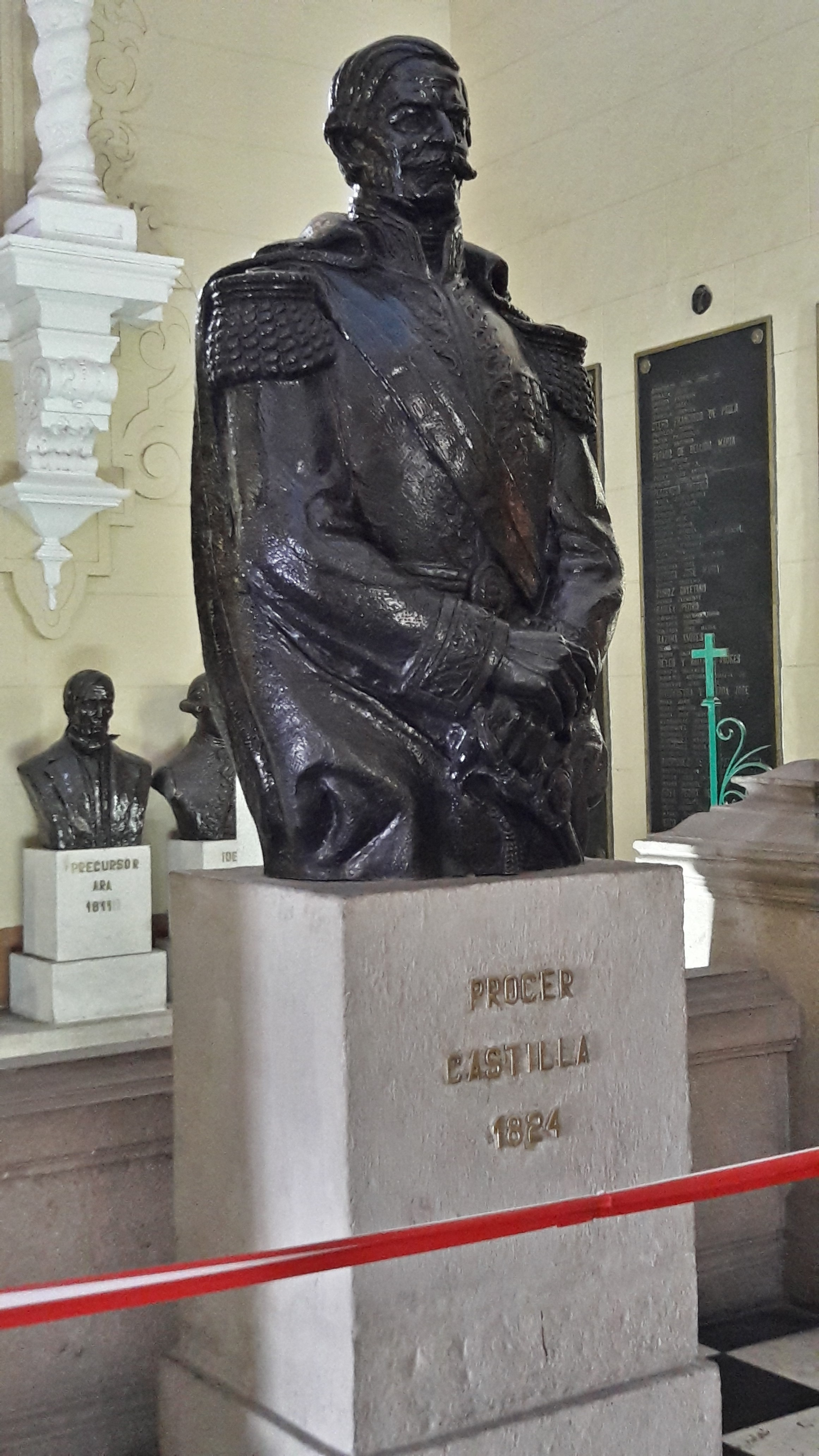
Efigie de Ramón Castilla en el Panteón de los Próceres en Lima.

El presidente Miguel de San Román tuvo un gobierno efímero, pues falleció el 3 de abril de 1863, tras apenas cinco meses de iniciado su mandato. De manera interina, Castilla asumió nuevamente el mando de la Nación, pues ninguno de los dos vicepresidentes se hallaban entonces en Lima (Pezet se hallaba en Europa y Diez Canseco en Arequipa). Castilla recibió tal encargo por ser el oficial de más alta graduación del ejército.
Muchos temieron que Castilla aprovecharía la ocasión para perpetuarse en el poder y hubo alarma en los medios económicos. Pero cuando el 9 de abril regresó a Lima el segundo vicepresidente Pedro Diez Canseco, Castilla le entregó tranquilamente el mando, de modo que solo estuvo en el poder unos días. Diez Canseco, por su parte, ocupó también el poder de manera transitoria, hasta el retorno del primer vicepresidente, Juan Antonio Pezet, que había viajado a Europa por motivos de salud. Cuatro meses después, retornó Pezet y asumió la presidencia el 5 de agosto; de acuerdo a la Constitución, debía culminar el período de San Román.

## Últimos años
En 1864, Castilla fue elegido senador por Tarapacá y presidente de su cámara; desde esa posición condenó la política internacional del gobierno de Pezet con respecto a la agresión de la escuadra española del Pacífico. Personalmente fue a Palacio de Gobierno para increpar con bastante dureza a Pezet, por lo que fue apresado y embarcado al destierro, siendo conducido hasta las playas de Gibraltar, en febrero de 1865. Pero esta medida no favoreció al gobierno, pues Pezet terminó siendo derrocado, gracias precisamente a la chispa revolucionaria que dejó encendida Castilla, lo que daría lugar al surgimiento de figuras pertenecientes a la segunda generación posterior a la independencia. En su ausencia se produjo el combate del Dos de Mayo de 1866, última acción de la flota española en aguas peruanas, que fue celebrado como una victoria por el Perú y sus aliados sudamericanos.
A su regreso al Perú, el 17 de mayo de 1866, Castilla fue homenajeado en Lima, ocasión en la cual dijo al momento de alzar la copa: «Brindo, señores, por los viejos que conquistaron la independencia y por los jóvenes que el 2 de mayo supieron consolidarla». Pero se opuso al presidente Mariano Ignacio Prado y fue deportado a Chile; desde allí, ya septuagenario, se rebeló en defensa de la Constitución moderada de 1860, que el gobierno intentaba reemplazarla por la Constitución liberal de 1867. Desembarcó en Pisagua (puerto de Tarapacá, entonces territorio peruano) con una pequeña escolta, regresando al Perú con el propósito de encabezar la revolución. Emprendió viaje por tierra hacia la ciudad de Arica, pero con la salud muy resquebrajada y agobiado por el abrasante calor, falleció en el valle de Tiliviche, el 30 de mayo de 1867. Sus últimas palabras fueron una oración elevada al Ser Supremo: «Señor, un mes más de vida y habré hecho la felicidad de mi patria. No, algunos días más».

## Descendencia

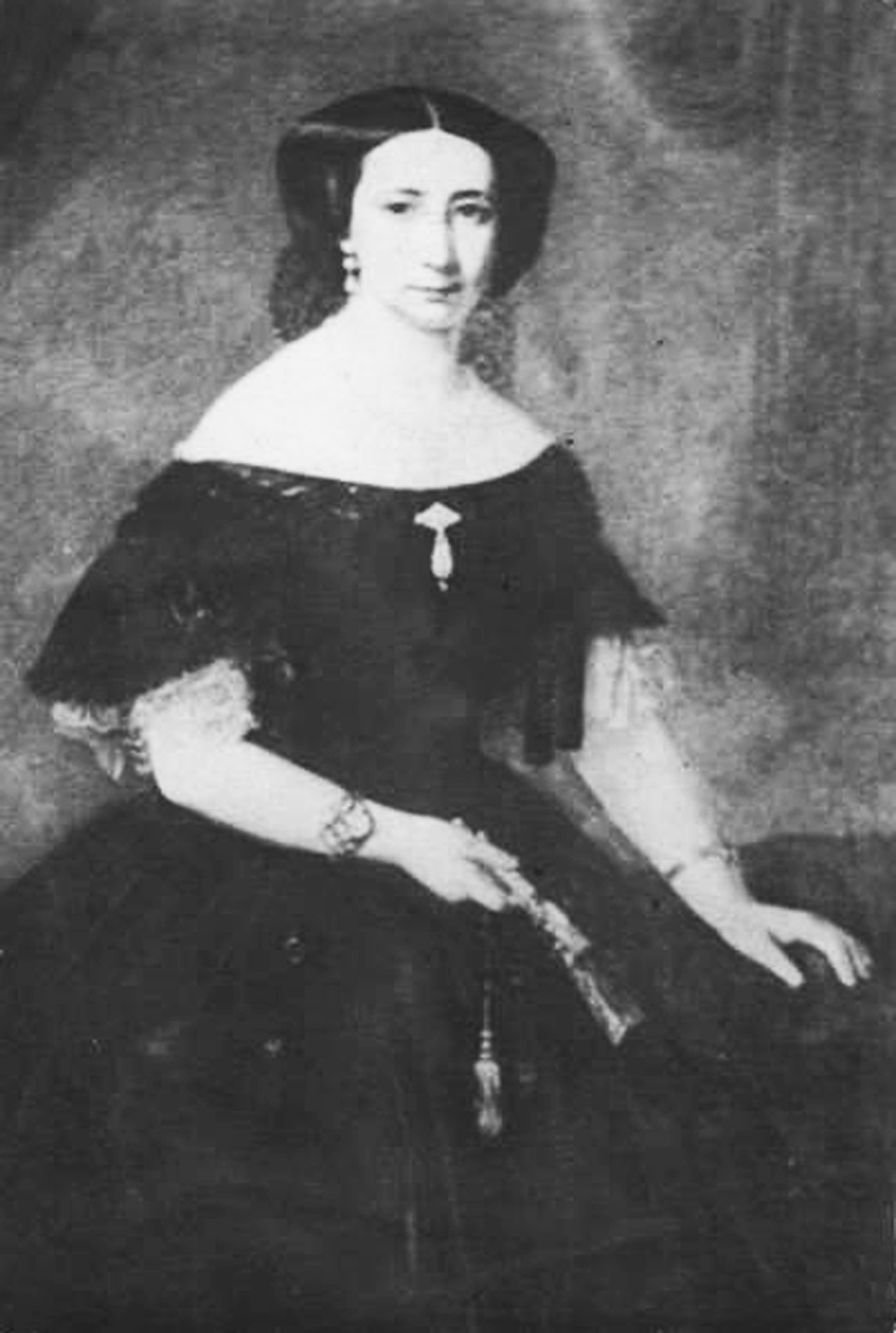
Doña Francisca Diez Canseco de Castilla, esposa del presidente Ramón Castilla.

Casado con la dama arequipeña Francisca Diez-Canseco y Corbacho, hija del general Manuel José Diez-Canseco Nieto y hermana de Pedro Diez Canseco Corbacho, Francisco Diez Canseco Corbacho y Manuel Diez Canseco Corbacho, militares y políticos. No tuvo descendencia en ella. Sin embargo, tuvo tres hijos naturales reconocidos (dos antes de casarse y uno durante su matrimonio), y algunos señalan que hubo otros tres no reconocidos.
Los tres hijos reconocidos que tuvo antes de su matrimonio con Francisca, fueron los siguientes:
- El primero, Manuel Castilla Cárdenas, nacido en 1825, fruto de su relación con María de Cárdenas Rivera. Este Manuel contrajo matrimonio en 1850 con Francisca Sotomayor y procreó un hijo, Baldomero. A través del hijo mayor de Baldomero, Dámaso Castilla Loayza, la descendencia directa del Mariscal continua hasta la actualidad.
- El segundo, Federico Castilla, nacido en 1833 producto de sus relaciones con Francisca Villegas. Llegó a ser capitán de corbeta de la armada peruana y murió repentinamente de una enfermedad, el 31 de mayo de 1860, dejando una bebé de tres meses, fruto de su matrimonio con Dominga Irribarren. La niña falleció también algunos años después.
- El tercero, Juan Castilla, nacido en 1851 de su relación con Carolina Colichón. Desde los cuatro años (posiblemente a causa del matrimonio de su madre) vivió en casa de Francisca, quien lo crio como a un hijo. Siendo adolescente, Juan partió a Londres, París y Madrid a estudiar, y se graduó de tenedor de libros (lo que hoy se llama contador). Cuando Castilla falleció en 1867, Juan se hallaba en Londres y Francisca hizo un esfuerzo enorme para que mantuviera sus estudios. En 1870 retornó al Perú y se dedicó a los negocios. Al estallar la guerra con Chile se alistó en la defensa de Lima, y como ayudante mayor del coronel César Canevaro, murió en la batalla de San Juan y Chorrillos, el 13 de enero de 1881.[192]

Asimismo, Castilla y su esposa criaron a dos sobrinas como si fueran sus hijas adoptivas: María Mercedes y María de los Ángeles Diez Canseco de Olazábal. Ellas eran hijas de Manuel Diez Canseco Corbacho, hermano de Francisca. Castilla las desposó con dos de sus secretarios: a Mercedes con el doctor Manuel Yrigoyen Arias, quien llegó a ser un brillante diplomático, y a Angelita con el capitán Manuel Velarde Seoane. La familia que más destacó fue la de los Yrigoyen Diez Canseco, que se ha prolongado hasta la actualidad.

## Efigie de Castilla

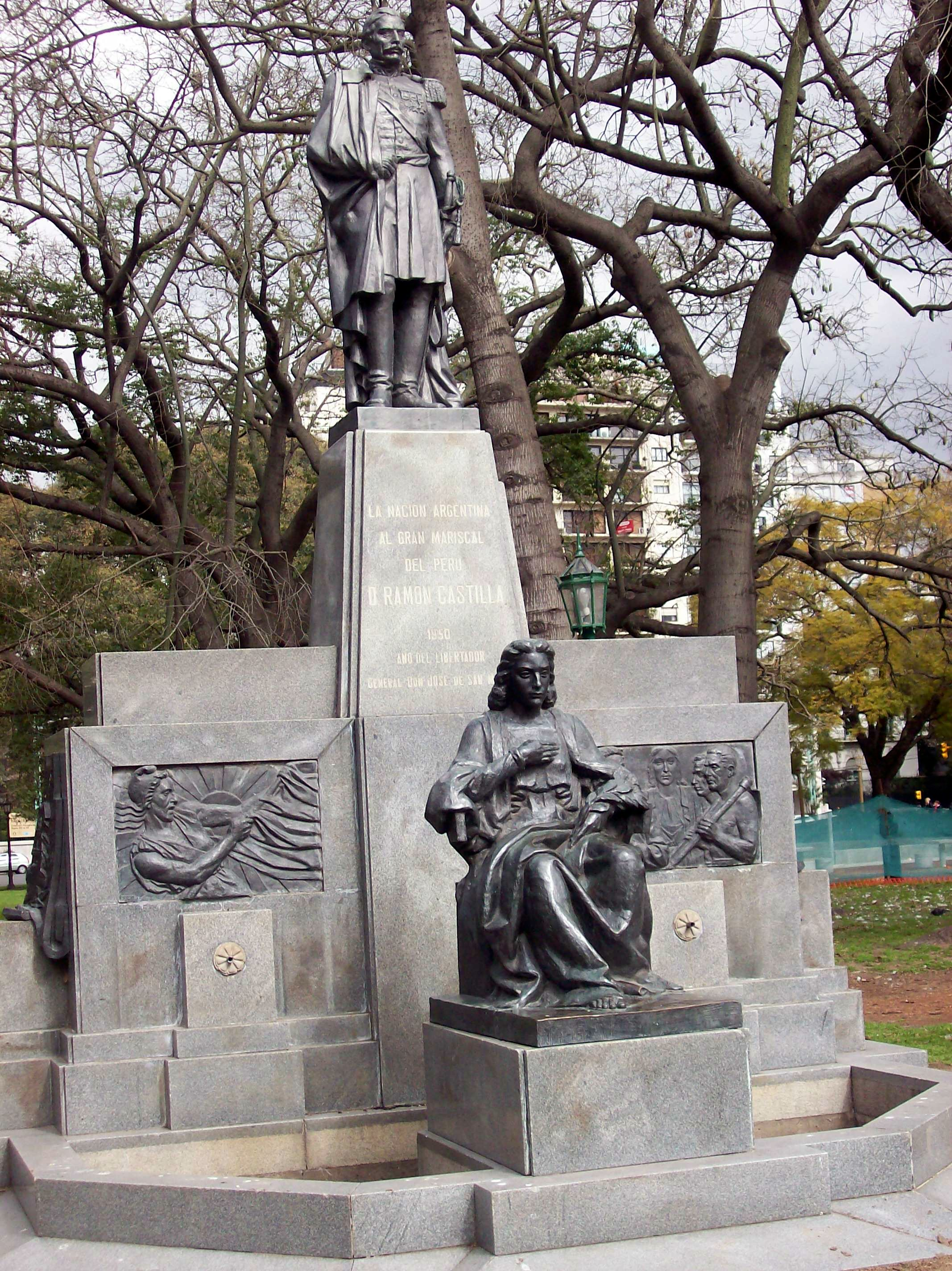
Monumento al Mariscal Ramón Castilla, plaza Chile, ciudad de Buenos Aires

En su obra Historia de la República del Perú, el historiador Jorge Basadre hace una memorable efigie del Gran Mariscal Ramón Castilla, que pasamos a extractar.
Ramón Castilla es, en resumen, lo mejor de los primeros cincuenta años de la República peruana. Es aquella figura a la que todos llaman taita (padre), el libertador del negro, el redentor del indio, un hombre muy sencillo y del pueblo, y que llegó con su nombre muy adentro de las multitudes. Patriota a carta cabal, su amor al Perú no solo fue de «palanganada» (fanfarronada), sino que lo demostró en la práctica con creces, como militar y gobernante. Supo ser al mismo tiempo caudillo y estadista, y trajo orden y prosperidad al Estado, por eso al grito de «¡Viva Castilla!» la gente se iba a matar, y al mismo grito se hicieron y deshicieron revoluciones hasta el mismo día de su muerte.
Pero este mismo caudillo y estadista, que le tocó gobernar en medio de la prosperidad económica del guano que a tantos enriquecieron, murió pobre y con deudas, y por ello el poeta Carlos Augusto Salaverry dijo:

La pluma de la historia dirá un día,
Cuando su cetro la verdad recobre:
"Fue tan patriota como se podía,
Y aunque el oro a sus plantas esparcía;
El pueblo le bendijo: murió pobre."

«Leyendo su biografía cabe exclamar: "Aquí se aprende a triunfar". Ante el vencedor de Barón, de Yungay, de Intiorco, de Cuevillas, de Pachía, de San Antonio, de Carmen Alto, de Izcuchaca, de La Palma, de Arequipa, de Mapasingue, cabe decir: He aquí un guerrero peruano cuya exaltación puede hacerse sin lamentaciones de "yaraví"». (Basadre).

## La casa de Castilla
Ya como presidente, Castilla tuvo dos casas en Lima: una en Chorrillos, probablemente en la calle del Tren, y otra en la calle Divorciadas e Higueras (actual intersección de los jirones Cuzco y Carabaya). La primera fue totalmente destruida por la barbarie chilena durante la guerra del Pacífico, mientras que la segunda sobrevive hasta la actualidad, después de su ejemplar restauración realizada entre 2004 y 2013. Es una antigua casa colonial que data del siglo XVII. Castilla la adquirió en 1850, de la testamentaria de Mariano de la Puente, por 20 000 pesos. Tras el fallecimiento de Castilla, su viuda Francisca Diez Canseco, agobiada por las deudas de su esposo, vendió la propiedad por 30 000 pesos. Después de pasar por una serie de propietarios, fue adquirida por el Estado, yendo a manos del INC (actualmente Ministerio de Cultura). Declarada monumento histórico, alberga ahora a las instituciones dedicadas a exaltar la verdadera trascendencia histórica del gran libertador así como el museo de sitio.

## Homenajes

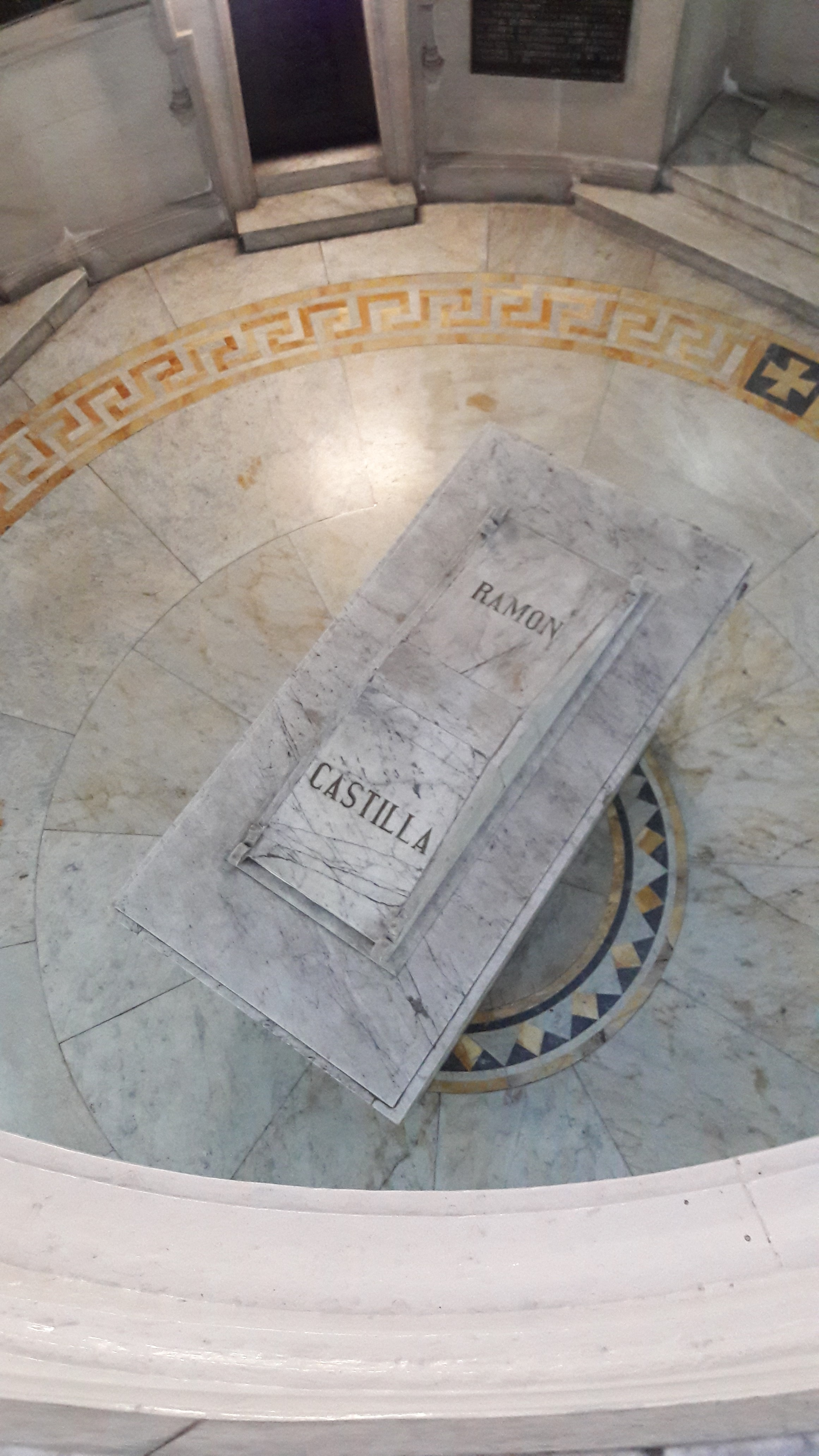
La Tumba del Mariscal Ramón Castilla, en el Panteón de los Próceres en Lima.

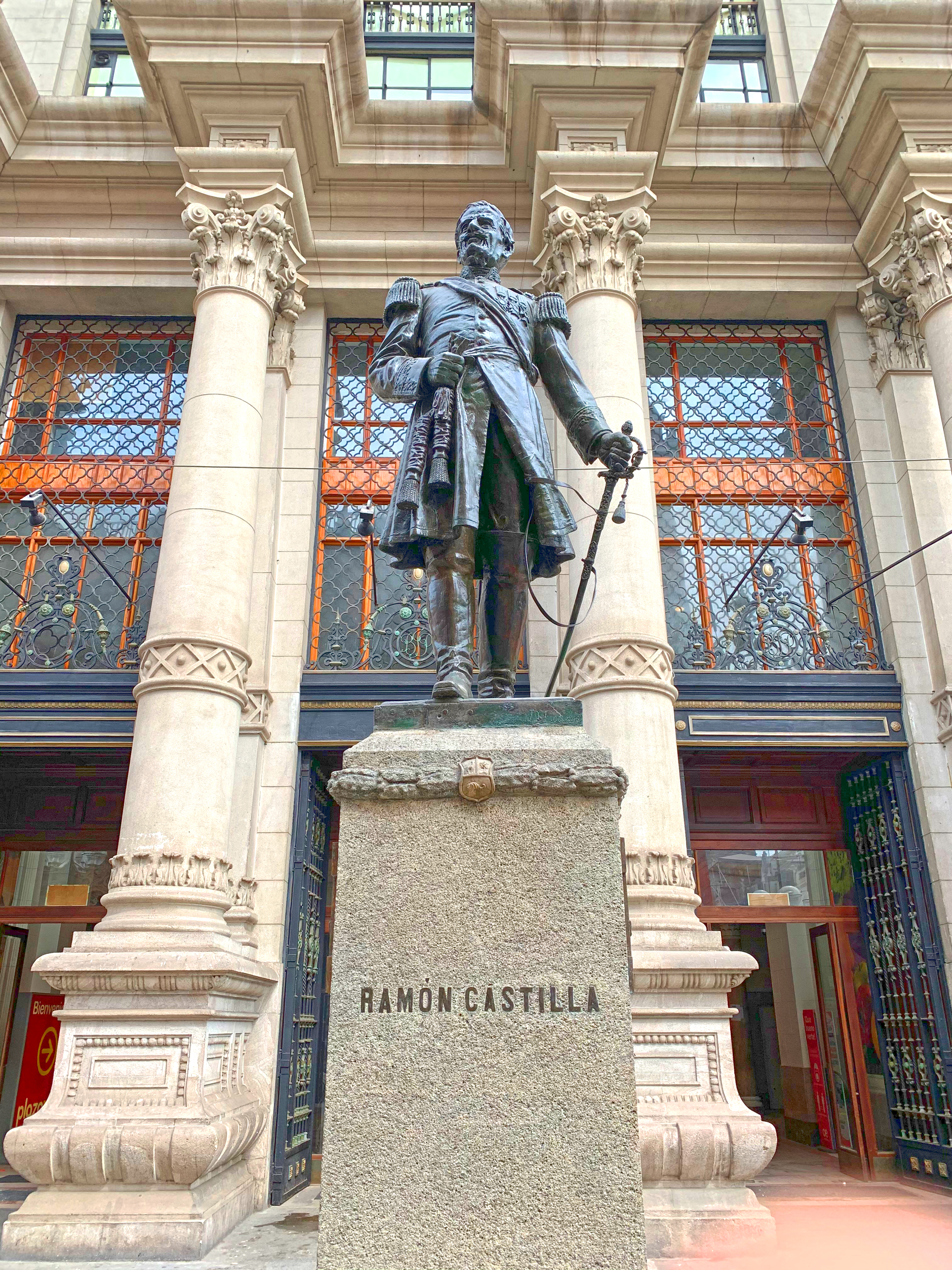
Efigie de bronce de Ramón Castilla, en la Plazoleta de La Merced en Lima.

Por ley aprobada en el Congreso de la República el 25 de junio de 1867 se dispuso que el Poder Ejecutivo tomara las disposiciones necesarias para los funerales de Castilla, que se realizarían en Lima. El gobierno del coronel Mariano Ignacio Prado (contra el que se había sublevado) ordenó gastar 16 000 soles en el mausoleo del Mariscal que debía llevar la inscripción: «El Perú al Gran Mariscal Ramón Castilla». Una comisión del Congreso asistió a los funerales, y a la viuda, doña Francisca Diez Canseco, le fue asignado un montepío como si su esposo hubiera muerto en guarnición. La muerte de Castilla causó honda repercusión en todo el país y paralizó por algún tiempo la ofensiva de los opositores al gobierno, previo al estallido de la revolución que tumbó al gobierno de Mariano Ignacio Prado.
Aparte de ese mausoleo suntuoso erigido en el Cementerio Presbítero Maestro, tardó mucho tiempo en levantarse en el centro de Lima un monumento digno de la memoria del Gran Mariscal. El primero fue inaugurado en 1915, en la Plazoleta de La Merced (Jirón de la Unión, frente a la Basílica de La Merced), y fue obra del escultor limeño David Lozano. Este monumento, de dimensiones modestas, representa una efigie pedestre de Castilla, en actitud sencilla.
El 9 de diciembre de 1940, el teniente coronel del ejército argentino Raúl Aguirre Molina pronunció el siguiente discurso al entregar una placa conmemorativa al monumento de Castilla en Lima:

En mi tierra, en su más bello ambiente, el de los gauchos, un criollo conquista fama y nombradía, cuando en las justas camperas, no pudiendo dominar la ferocidad del redomón, el jinete cae a tierra con las riendas en la mano. Castilla sublimizó la proeza. Cuando su trompa de órdenes tocó ¡Alto! Al final de la jornada, el jefe hecho pie a tierra, apoyó la cabeza sobre el pecho de su ayudante, y, como buen soldado de caballería murió con las riendas en la mano.

El gran monumento representativo debió esperar más tiempo. En 1967, al celebrarse el centenario de la muerte de Castilla, se eligió a la plaza Unión (situada en el cruce formado por las Avenidas Alfonso Ugarte, Argentina y Emancipación) como lugar donde debía erigirse la estatua ecuestre del Gran Mariscal, cuya ejecución se encargó al escultor pisqueño José Luis Peña y Peña. Era entonces Presidente de la República el arquitecto Fernando Belaúnde Terry y alcalde de Lima el doctor Luis Bedoya Reyes. El monumento se inauguró en 1969 y se cambió el nombre de dicho espacio público por el de plaza Castilla, pero es un nombre poco usado actualmente.